# Elezioni comunali in Campania del 2018
Le elezioni comunali in Campania del 2018 si tennero il 10 giugno (con ballottaggio il 24 giugno).

## Napoli

### Afragola
|                               | Claudio Grillo ✔️ Sindaco | 17 962               | 54,23 | Forza Italia       | 4 033  | 12,38 | 4  |  |  |
| A Afragola Civica             | Claudio Grillo ✔️ Sindaco | 17 962               | 54,23 | 2 864              | 8,79   | 3     |    |  |  |
| Fratelli d'Italia             | Claudio Grillo ✔️ Sindaco | 17 962               | 54,23 | 2 086              | 6,41   | 2     |    |  |  |
| Afragola Viva                 | Claudio Grillo ✔️ Sindaco | 17 962               | 54,23 | 1 959              | 6,02   | 2     |    |  |  |
| Lega                          | Claudio Grillo ✔️ Sindaco | 17 962               | 54,23 | 1 769              | 5,43   | 1     |    |  |  |
| Scelta Democratica            | Claudio Grillo ✔️ Sindaco | 17 962               | 54,23 | 1 507              | 4,63   | 1     |    |  |  |
| Cantiere Afragola             | Claudio Grillo ✔️ Sindaco | 17 962               | 54,23 | 1 413              | 4,34   | 1     |    |  |  |
| Nuova Città                   | Claudio Grillo ✔️ Sindaco | 17 962               | 54,23 | 1 131              | 3,47   | 1     |    |  |  |
| Movimento Cittadino           | Claudio Grillo ✔️ Sindaco | 17 962               | 54,23 | 822                | 2,52   | –     |    |  |  |
| Cambiamenti                   | Claudio Grillo ✔️ Sindaco | 17 962               | 54,23 | 736                | 2,26   | –     |    |  |  |
|                               | Domenico Tuccillo         | 12 502               | 37,74 | A Viso Aperto      | 3 932  | 12,07 | 3  |  |  |
| Partito Democratico           | Domenico Tuccillo         | 12 502               | 37,74 | 3 572              | 10,97  | 2     |    |  |  |
| Afragola Punto e a Capo       | Domenico Tuccillo         | 12 502               | 37,74 | 1 603              | 4,92   | 1     |    |  |  |
| Afragola in Comune            | Domenico Tuccillo         | 12 502               | 37,74 | 1 543              | 4,74   | 1     |    |  |  |
| Afragola Libera               | Domenico Tuccillo         | 12 502               | 37,74 | 695                | 2,13   | –     |    |  |  |
| Grande Afragola               | Domenico Tuccillo         | 12 502               | 37,74 | 346                | 1,06   | –     |    |  |  |
| La Città Futura               | Domenico Tuccillo         | 12 502               | 37,74 | 340                | 1,04   | –     |    |  |  |
| Afragola nel Cuore            | Domenico Tuccillo         | 12 502               | 37,74 | 17                 | 0,05   | –     |    |  |  |
| Seggio di coalizione          | Seggio di coalizione      | Seggio di coalizione | 37,74 | 1                  |        |       |    |  |  |
|                               | Michele Bencivenga        | 2 659                | 8,03  | Movimento 5 Stelle | 2 198  | 6,75  | –  |  |  |
| Seggio di coalizione          | Seggio di coalizione      | Seggio di coalizione | 8,03  | 1                  |        |       |    |  |  |
| Totale                        | Totale                    | 33 123               | 100   |                    | 32 566 | 100   | 24 |  |  |
|                               |                           |                      |       |                    |        |       |    |  |  |
| Fonte: Ministero dell'interno |                           |                      |       |                    |        |       |    |  |  |

### Boscoreale
|                               | Antonio Diplomatico ✔️ Sindaco | 8 398                | 60,40 | Boscoreale Democratica          | 2 059  | 15,20 | 3  |  |  |
| Boscoreale nel Cuore          | Antonio Diplomatico ✔️ Sindaco | 8 398                | 60,40 | 1 287                           | 9,50   | 2     |    |  |  |
| Movimento Popolare Campano    | Antonio Diplomatico ✔️ Sindaco | 8 398                | 60,40 | 1 131                           | 8,35   | 1     |    |  |  |
| Forza Boscoreale              | Antonio Diplomatico ✔️ Sindaco | 8 398                | 60,40 | 976                             | 7,21   | 1     |    |  |  |
| Progetto per Boscoreale       | Antonio Diplomatico ✔️ Sindaco | 8 398                | 60,40 | 908                             | 6,70   | 1     |    |  |  |
| Movimento per Bosco-Reale     | Antonio Diplomatico ✔️ Sindaco | 8 398                | 60,40 | 905                             | 6,68   | 1     |    |  |  |
| Patto per la mia Città        | Antonio Diplomatico ✔️ Sindaco | 8 398                | 60,40 | 794                             | 5,86   | 1     |    |  |  |
| Con Te in Comune              | Antonio Diplomatico ✔️ Sindaco | 8 398                | 60,40 | 653                             | 4,82   | 1     |    |  |  |
| Respiro Boschese              | Antonio Diplomatico ✔️ Sindaco | 8 398                | 60,40 | 572                             | 4,22   | –     |    |  |  |
|                               | Pasquale Di Lauro              | 5 643                | 40,59 | Boscoreale Solidale             | 506    | 3,74  | –  |  |  |
| Boscoreale Unita              | Pasquale Di Lauro              | 5 643                | 40,59 | 429                             | 3,17   | –     |    |  |  |
| Città Nuova                   | Pasquale Di Lauro              | 5 643                | 40,59 | 377                             | 2,78   | –     |    |  |  |
| Seggio di coalizione          | Seggio di coalizione           | Seggio di coalizione | 40,59 | 1                               |        |       |    |  |  |
|                               | Nicola Sergianni               | 1 156                | 8,31  | Fratelli d'Italia               | 743    | 5,49  | –  |  |  |
| Seggio di coalizione          | Seggio di coalizione           | Seggio di coalizione | 8,31  | 1                               |        |       |    |  |  |
|                               | Alfonso Langella               | 907                  | 6,52  | Boscoreale Libera e Democratica | 883    | 6,52  | –  |  |  |
| Seggio di coalizione          | Seggio di coalizione           | Seggio di coalizione | 6,52  | 1                               |        |       |    |  |  |
|                               | Carmine Sodano                 | 882                  | 6,34  | Lega                            | 811    | 5,99  | –  |  |  |
| Seggio di coalizione          | Seggio di coalizione           | Seggio di coalizione | 6,34  | 1                               |        |       |    |  |  |
|                               | Mario Trerè                    | 768                  | 5,52  | Boscoreale Insieme              | 510    | 3,77  | –  |  |  |
| Totale                        | Totale                         | 13 904               | 100   |                                 | 13 544 | 100   | 16 |  |  |
|                               |                                |                      |       |                                 |        |       |    |  |  |
| Fonte: Ministero dell'interno |                                |                      |       |                                 |        |       |    |  |  |

### Brusciano
| Candidati                     | Candidati                     | II turno             | II turno           | I turno | I turno | Liste                    | Voti  | %     | Seggi |
| Candidati                     | Candidati                     | Voti                 | %                  | Voti    | %       | Liste                    | Voti  | %     | Seggi |
| ----------------------------- | ----------------------------- | -------------------- | ------------------ | ------- | ------- | ------------------------ | ----- | ----- | ----- |
|                               | Giuseppe Montanile ✔️ Sindaco | 4 504                | 58,61              | 4 550   | 45,60   | Nuovi Orizzonti          | 1 268 | 13,01 | 3     |
| Brusciano Cambia              | Giuseppe Montanile ✔️ Sindaco | 4 504                | 58,61              | 4 550   | 45,60   | 743                      | 7,62  | 2     |       |
| Il Grano                      | Giuseppe Montanile ✔️ Sindaco | 4 504                | 58,61              | 4 550   | 45,60   | 641                      | 6,57  | 1     |       |
| La Politica per Bene          | Giuseppe Montanile ✔️ Sindaco | 4 504                | 58,61              | 4 550   | 45,60   | 575                      | 5,90  | 1     |       |
| #Terra Nostra                 | Giuseppe Montanile ✔️ Sindaco | 4 504                | 58,61              | 4 550   | 45,60   | 500                      | 5,13  | 1     |       |
| La Rondine                    | Giuseppe Montanile ✔️ Sindaco | 4 504                | 58,61              | 4 550   | 45,60   | 488                      | 5,01  | 1     |       |
| Brusciano Sei Tu              | Giuseppe Montanile ✔️ Sindaco | 4 504                | 58,61              | 4 550   | 45,60   | 454                      | 4,66  | 1     |       |
|                               | Carminantonio Esposito        | 3 181                | 41,39              | 3 488   | 34,96   | Rinascimento Bruscianese | 1 199 | 12,30 | 2     |
| Forza Brusciano               | Carminantonio Esposito        | 3 181                | 41,39              | 3 488   | 34,96   | 689                      | 7,07  | 1     |       |
| Moderati in Rivoluzione       | Carminantonio Esposito        | 3 181                | 41,39              | 3 488   | 34,96   | 659                      | 6,76  | 1     |       |
| Brusciano Libera              | Carminantonio Esposito        | 3 181                | 41,39              | 3 488   | 34,96   | 565                      | 5,79  | –     |       |
| La Città che Vogliamo         | Carminantonio Esposito        | 3 181                | 41,39              | 3 488   | 34,96   | 397                      | 4,07  | –     |       |
| Insieme                       | Carminantonio Esposito        | 3 181                | 41,39              | 3 488   | 34,96   | 90                       | 0,92  | –     |       |
| Prima Brusciano               | Carminantonio Esposito        | 3 181                | 41,39              | 3 488   | 34,96   | 58                       | 0,59  | –     |       |
| Seggio di coalizione          | Seggio di coalizione          | Seggio di coalizione | 41,39              | 3 488   | 34,96   | 1                        |       |       |       |
|                               | Antonio Castaldo              | Antonio Castaldo     | Antonio Castaldo   | 971     | 9,73    | Partito Democratico      | 376   | 3,86  | –     |
| Avanti Brusciano              | Antonio Castaldo              | Antonio Castaldo     | Antonio Castaldo   | 971     | 9,73    | 222                      | 2,28  | –     |       |
| Prospettive per Brusciano     | Antonio Castaldo              | Antonio Castaldo     | Antonio Castaldo   | 971     | 9,73    | 105                      | 1,08  | –     |       |
| Seggio di coalizione          | Seggio di coalizione          | Seggio di coalizione | Antonio Castaldo   | 971     | 9,73    | 1                        |       |       |       |
|                               | Pasqualina Rollino            | Pasqualina Rollino   | Pasqualina Rollino | 749     | 7,51    | Movimento 5 Stelle       | 567   | 5,82  | –     |
|                               | Gaetano Allocca               | Gaetano Allocca      | Gaetano Allocca    | 220     | 2,20    | Popolo Sovrano           | 154   | 1,58  | –     |
| Totale                        | Totale                        | 7 685                | 100                | 9 978   | 100     |                          | 9 750 | 100   | 16    |
|                               |                               |                      |                    |         |         |                          |       |       |       |
| Fonte: Ministero dell'interno |                               |                      |                    |         |         |                          |       |       |       |

Casandrino
| Candidati | Candidati                  | Partito                | Voti  | %     | Seggi |
| --------- | -------------------------- | ---------------------- | ----- | ----- | ----- |
|           | Salvatore Volpe ✔️ Sindaco | Casandrino Democratica | 2 750 | 41,90 | 11    |
|           | Angelo Chianese            | Cambiamo Insieme       | 2 297 | 35,00 | 4     |
|           | Luca Morelli               | Casandrino Libera      | 773   | 11,78 | 1     |
|           | Raffaele Di Virgilio       | Casandrino Terra Mia   | 396   | 6,03  | -     |
|           | Pietro "Pierino" Picardi   | Coragg!o Casandrino    | 346   | 5,27  | -     |
| Totale    | Totale                     |                        | 6.562 | 100   | 16    |

### Castellammare di Stabia
| Candidati                                | Candidati                  | II turno             | II turno           | I turno | I turno | Liste                              | Voti   | %     | Seggi |
| Candidati                                | Candidati                  | Voti                 | %                  | Voti    | %       | Liste                              | Voti   | %     | Seggi |
| ---------------------------------------- | -------------------------- | -------------------- | ------------------ | ------- | ------- | ---------------------------------- | ------ | ----- | ----- |
|                                          | Gaetano Cimmino ✔️ Sindaco | 10 233               | 55,01              | 10 748  | 32,52   | Gaetano Cimmino Sindaco di Stabiae | 3 720  | 11,50 | 6     |
| Forza Italia                             | Gaetano Cimmino ✔️ Sindaco | 10 233               | 55,01              | 10 748  | 32,52   | 2 670                              | 8,26   | 4     |       |
| Solo per Castellammare                   | Gaetano Cimmino ✔️ Sindaco | 10 233               | 55,01              | 10 748  | 32,52   | 1 737                              | 5,37   | 2     |       |
| Unione di Centro - Rivoluzione Cristiana | Gaetano Cimmino ✔️ Sindaco | 10 233               | 55,01              | 10 748  | 32,52   | 1 168                              | 3,61   | 1     |       |
| Fratelli d'Italia                        | Gaetano Cimmino ✔️ Sindaco | 10 233               | 55,01              | 10 748  | 32,52   | 1 108                              | 3,43   | 1     |       |
| Lega                                     | Gaetano Cimmino ✔️ Sindaco | 10 233               | 55,01              | 10 748  | 32,52   | 619                                | 1,91   | 1     |       |
| Adesso Basta                             | Gaetano Cimmino ✔️ Sindaco | 10 233               | 55,01              | 10 748  | 32,52   | 104                                | 0,32   | –     |       |
|                                          | Andrea Di Martino          | 8 368                | 44,99              | 7 373   | 22,31   | Progetto Stabia                    | 1 571  | 4,86  | 1     |
| Partito della Città                      | Andrea Di Martino          | 8 368                | 44,99              | 7 373   | 22,31   | 1 486                              | 4,60   | 1     |       |
| Bene Comune                              | Andrea Di Martino          | 8 368                | 44,99              | 7 373   | 22,31   | 1 274                              | 3,94   | –     |       |
| Stabia al Centro                         | Andrea Di Martino          | 8 368                | 44,99              | 7 373   | 22,31   | 1 244                              | 3,85   | –     |       |
| Stabia Cambia                            | Andrea Di Martino          | 8 368                | 44,99              | 7 373   | 22,31   | 739                                | 2,29   | –     |       |
| #Essere Stabia                           | Andrea Di Martino          | 8 368                | 44,99              | 7 373   | 22,31   | 682                                | 2,11   | –     |       |
| Percorso Civico                          | Andrea Di Martino          | 8 368                | 44,99              | 7 373   | 22,31   | 548                                | 1,69   | –     |       |
| Stabia Giovani                           | Andrea Di Martino          | 8 368                | 44,99              | 7 373   | 22,31   | 168                                | 0,52   | –     |       |
| Seggio di coalizione                     | Seggio di coalizione       | Seggio di coalizione | 44,99              | 7 373   | 22,31   | 1                                  |        |       |       |
|                                          | Massimo De Angelis         | Massimo De Angelis   | Massimo De Angelis | 7 270   | 22,00   | Partito Democratico                | 2 821  | 8,72  | 1     |
| Uniti per Stabia                         | Massimo De Angelis         | Massimo De Angelis   | Massimo De Angelis | 7 270   | 22,00   | 1 643                              | 5,08   | 1     |       |
| De Angelis Sindaco                       | Massimo De Angelis         | Massimo De Angelis   | Massimo De Angelis | 7 270   | 22,00   | 1 190                              | 3,68   | –     |       |
| Campania Libera                          | Massimo De Angelis         | Massimo De Angelis   | Massimo De Angelis | 7 270   | 22,00   | 1 149                              | 3,55   | –     |       |
| Stabia in Progress                       | Massimo De Angelis         | Massimo De Angelis   | Massimo De Angelis | 7 270   | 22,00   | 353                                | 1,09   | –     |       |
| Seggio di coalizione                     | Seggio di coalizione       | Seggio di coalizione | Massimo De Angelis | 7 270   | 22,00   | 1                                  |        |       |       |
|                                          | Francesco Nappi            | Francesco Nappi      | Francesco Nappi    | 4 843   | 14,65   | Movimento 5 Stelle                 | 4 122  | 12,75 | 1     |
| Seggio di coalizione                     | Seggio di coalizione       | Seggio di coalizione | Francesco Nappi    | 4 843   | 14,65   | 1                                  |        |       |       |
|                                          | Antonio Scala              | Antonio Scala        | Antonio Scala      | 2 815   | 8,52    | Liberi e Uguali                    | 2 223  | 6,87  | –     |
| Seggio di coalizione                     | Seggio di coalizione       | Seggio di coalizione | Antonio Scala      | 2 815   | 8,52    | 1                                  |        |       |       |
| Totale                                   | Totale                     | 18 601               | 100                | 33 049  | 100     |                                    | 32 339 | 100   | 24    |
|                                          |                            |                      |                    |         |         |                                    |        |       |       |
| Fonte: Ministero dell'interno            |                            |                      |                    |         |         |                                    |        |       |       |

### Cercola
| Candidati                     | Candidati                  | II turno             | II turno         | I turno | I turno | Liste                | Voti  | %     | Seggi |
| Candidati                     | Candidati                  | Voti                 | %                | Voti    | %       | Liste                | Voti  | %     | Seggi |
| ----------------------------- | -------------------------- | -------------------- | ---------------- | ------- | ------- | -------------------- | ----- | ----- | ----- |
|                               | Vincenzo Fiengo ✔️ Sindaco | 3 184                | 52,52            | 4 319   | 48,84   | #Avantinsieme        | 1 124 | 13,04 | 3     |
| Movimento Democratico         | Vincenzo Fiengo ✔️ Sindaco | 3 184                | 52,52            | 4 319   | 48,84   | 795                  | 9,22  | 2     |       |
| Per Cercola Libera            | Vincenzo Fiengo ✔️ Sindaco | 3 184                | 52,52            | 4 319   | 48,84   | 602                  | 6,98  | 1     |       |
| Svolta Popolare               | Vincenzo Fiengo ✔️ Sindaco | 3 184                | 52,52            | 4 319   | 48,84   | 598                  | 6,94  | 1     |       |
| Partito Socialista Italiano   | Vincenzo Fiengo ✔️ Sindaco | 3 184                | 52,52            | 4 319   | 48,84   | 491                  | 5,70  | 1     |       |
| Sinistra Italiana             | Vincenzo Fiengo ✔️ Sindaco | 3 184                | 52,52            | 4 319   | 48,84   | 461                  | 5,35  | 1     |       |
| La Rinascita di Caravita      | Vincenzo Fiengo ✔️ Sindaco | 3 184                | 52,52            | 4 319   | 48,84   | 375                  | 4,35  | 1     |       |
| Federazione dei Verdi         | Vincenzo Fiengo ✔️ Sindaco | 3 184                | 52,52            | 4 319   | 48,84   | 74                   | 0,86  | –     |       |
|                               | Giorgio Esposito           | 2 878                | 47,48            | 2 165   | 24,48   | Forza Italia         | 1 015 | 11,78 | 2     |
| Valore Cercola                | Giorgio Esposito           | 2 878                | 47,48            | 2 165   | 24,48   | 508                  | 5,89  | 1     |       |
| La mia Città                  | Giorgio Esposito           | 2 878                | 47,48            | 2 165   | 24,48   | 491                  | 5,70  | –     |       |
| Seggio di coalizione          | Seggio di coalizione       | Seggio di coalizione | 47,48            | 2 165   | 24,48   | 1                    |       |       |       |
|                               | Antonio Tammaro            | Antonio Tammaro      | Antonio Tammaro  | 964     | 10,90   | Partito Democratico  | 937   | 10,87 | –     |
| Seggio di coalizione          | Seggio di coalizione       | Seggio di coalizione | Antonio Tammaro  | 964     | 10,90   | 1                    |       |       |       |
|                               | Giovanni Rinaldi           | Giovanni Rinaldi     | Giovanni Rinaldi | 938     | 10,61   | Movimento 5 Stelle   | 816   | 9,47  | –     |
| Seggio di coalizione          | Seggio di coalizione       | Seggio di coalizione | Giovanni Rinaldi | 938     | 10,61   | 1                    |       |       |       |
|                               | Pasquale Tammaro           | Pasquale Tammaro     | Pasquale Tammaro | 458     | 5,18    | Progetto Cercola (A) | 332   | 3,85  | –     |
| Totale                        | Totale                     | 6 062                | 100              | 8 844   | 100     |                      | 8 619 | 100   | 16    |
|                               |                            |                      |                  |         |         |                      |       |       |       |
| Fonte: Ministero dell'interno |                            |                      |                  |         |         |                      |       |       |       |

- La lista contrassegnata con la lettera A Ã¨ apparentata al secondo turno con il candidato sindaco Giorgio Esposito.

Cicciano
| Candidati | Candidati                   | Partito                           | Voti  | %     | Seggi |
| --------- | --------------------------- | --------------------------------- | ----- | ----- | ----- |
|           | Giovanni Corrado ✔️ Sindaco | Cicciano Presente e Futuro        | 3.598 | 42,94 | 11    |
|           | Giuseppe Caccavale          | Un Impegno per la Nostra Cicciano | 3.479 | 41,53 | 4     |
|           | Annunziata Coppola          | Movimento 5 Stelle                | 1.301 | 15,52 | 1     |
| Totale    | Totale                      |                                   | 8.378 | 100   | 16    |

Cimitile
| Candidati | Candidati                     | Partito                       | Voti  | %     | Seggi |
| --------- | ----------------------------- | ----------------------------- | ----- | ----- | ----- |
|           | Nunzio Provvisiero ✔️ Sindaco | Cimitile Punto...... e a Capo | 2.504 | 54,47 | 8     |
|           | Francesco Di Palma            | Uniti con Prima Cimitile      | 2.093 | 45,53 | 4     |
| Totale    | Totale                        |                               | 4.597 | 100   | 12    |

### Forio
| Candidati                     | Candidati                    | II turno             | II turno          | I turno | I turno | Liste                                         | Voti  | %     | Seggi |
| Candidati                     | Candidati                    | Voti                 | %                 | Voti    | %       | Liste                                         | Voti  | %     | Seggi |
| ----------------------------- | ---------------------------- | -------------------- | ----------------- | ------- | ------- | --------------------------------------------- | ----- | ----- | ----- |
|                               | Francesco Del Deo ✔️ Sindaco | 4 155                | 51,51             | 4 402   | 47,31   | Amore per Forio                               | 837   | 9,16  | 2     |
| Patto per Forio               | Francesco Del Deo ✔️ Sindaco | 4 155                | 51,51             | 4 402   | 47,31   | 833                                           | 9,12  | 2     |       |
| Terra d'Amare                 | Francesco Del Deo ✔️ Sindaco | 4 155                | 51,51             | 4 402   | 47,31   | 674                                           | 7,38  | 2     |       |
| Fare Forio                    | Francesco Del Deo ✔️ Sindaco | 4 155                | 51,51             | 4 402   | 47,31   | 600                                           | 6,57  | 2     |       |
| Forio Attiva                  | Francesco Del Deo ✔️ Sindaco | 4 155                | 51,51             | 4 402   | 47,31   | 550                                           | 6,02  | 1     |       |
| Forio Democratica             | Francesco Del Deo ✔️ Sindaco | 4 155                | 51,51             | 4 402   | 47,31   | 485                                           | 5,31  | 1     |       |
| Siamo Forio                   | Francesco Del Deo ✔️ Sindaco | 4 155                | 51,51             | 4 402   | 47,31   | 329                                           | 3,60  | –     |       |
| Uniti per i Giovani           | Francesco Del Deo ✔️ Sindaco | 4 155                | 51,51             | 4 402   | 47,31   | 143                                           | 1,56  | –     |       |
| Gente Comune                  | Francesco Del Deo ✔️ Sindaco | 4 155                | 51,51             | 4 402   | 47,31   | 109                                           | 1,19  | –     |       |
|                               | Stanislao Verde              | 3 911                | 48,49             | 3 284   | 35,29   | Insieme per Forio                             | 1 098 | 12,02 | 2     |
| Viviamo Forio                 | Stanislao Verde              | 3 911                | 48,49             | 3 284   | 35,29   | 869                                           | 9,51  | 1     |       |
| Progresso per Forio           | Stanislao Verde              | 3 911                | 48,49             | 3 284   | 35,29   | 665                                           | 7,28  | 1     |       |
| Forio al Centro               | Stanislao Verde              | 3 911                | 48,49             | 3 284   | 35,29   | 396                                           | 4,33  | –     |       |
| Forio Vera                    | Stanislao Verde              | 3 911                | 48,49             | 3 284   | 35,29   | 102                                           | 1,12  | –     |       |
| Seggio di coalizione          | Seggio di coalizione         | Seggio di coalizione | 48,49             | 3 284   | 35,29   | 1                                             |       |       |       |
|                               | Ignazio Di Lustro            | Ignazio Di Lustro    | Ignazio Di Lustro | 709     | 7,62    | Progetto Forio                                | 488   | 5,34  | –     |
| Obiettivo Forio               | Ignazio Di Lustro            | Ignazio Di Lustro    | Ignazio Di Lustro | 709     | 7,62    | 152                                           | 1,66  | –     |       |
| Seggio di coalizione          | Seggio di coalizione         | Seggio di coalizione | Ignazio Di Lustro | 709     | 7,62    | 1                                             |       |       |       |
|                               | Luciano Castaldi             | Luciano Castaldi     | Luciano Castaldi  | 512     | 5,50    | Forio nel Futuro                              | 249   | 2,72  | –     |
| Meravigliosa Forio            | Luciano Castaldi             | Luciano Castaldi     | Luciano Castaldi  | 512     | 5,50    | 166                                           | 1,82  | –     |       |
|                               | Domenico Savio               | Domenico Savio       | Domenico Savio    | 217     | 2,33    | Partito Comunista Italiano Marxista-Leninista | 188   | 2,06  | –     |
|                               | Nicola Manna                 | Nicola Manna         | Nicola Manna      | 181     | 1,95    | Aria Nuova                                    | 145   | 1,59  | –     |
| Totale                        | Totale                       | 8 066                | 100               | 9 305   | 100     |                                               | 9 138 | 100   | 16    |
|                               |                              |                      |                   |         |         |                                               |       |       |       |
| Fonte: Ministero dell'interno |                              |                      |                   |         |         |                                               |       |       |       |

### Marano di Napoli
| Candidati                                 | Candidati                   | II turno             | II turno         | I turno | I turno | Liste                    | Voti   | %     | Seggi |
| Candidati                                 | Candidati                   | Voti                 | %                | Voti    | %       | Liste                    | Voti   | %     | Seggi |
| ----------------------------------------- | --------------------------- | -------------------- | ---------------- | ------- | ------- | ------------------------ | ------ | ----- | ----- |
|                                           | Rodolfo Visconti ✔️ Sindaco | 7 033                | 55,36            | 4 870   | 20,27   | Rodolfo Visconti Sindaco | 2 014  | 8,83  | 7     |
| Partito Democratico                       | Rodolfo Visconti ✔️ Sindaco | 7 033                | 55,36            | 4 870   | 20,27   | 1 642                    | 7,20   | 5     |       |
| Il Cambiamento è Agorà                    | Rodolfo Visconti ✔️ Sindaco | 7 033                | 55,36            | 4 870   | 20,27   | 884                      | 3,88   | 3     |       |
|                                           | Pasquale Albano             | 5 672                | 44,64            | 7 548   | 31,41   | Albano Sindaco           | 2 792  | 12,25 | 2     |
| Marano per Albano Sindaco                 | Pasquale Albano             | 5 672                | 44,64            | 7 548   | 31,41   | 2 313                    | 10,15  | 1     |       |
| Prima Marano                              | Pasquale Albano             | 5 672                | 44,64            | 7 548   | 31,41   | 1 231                    | 5,40   | –     |       |
| Le Periferie per Albano Sindaco di Marano | Pasquale Albano             | 5 672                | 44,64            | 7 548   | 31,41   | 939                      | 4,12   | –     |       |
| La Rinascita di Marano                    | Pasquale Albano             | 5 672                | 44,64            | 7 548   | 31,41   | 375                      | 1,64   | –     |       |
| Giovani per Albano Sindaco                | Pasquale Albano             | 5 672                | 44,64            | 7 548   | 31,41   | 112                      | 0,49   | –     |       |
| Seggio di coalizione                      | Seggio di coalizione        | Seggio di coalizione | 44,64            | 7 548   | 31,41   | 1                        |        |       |       |
|                                           | Rosario Pezzella            | Rosario Pezzella     | Rosario Pezzella | 4 774   | 19,87   | Lega                     | 2 326  | 10,20 | 1     |
| Movimento Civico Maranese                 | Rosario Pezzella            | Rosario Pezzella     | Rosario Pezzella | 4 774   | 19,87   | 2 096                    | 9,19   | –     |       |
| Seggio di coalizione                      | Seggio di coalizione        | Seggio di coalizione | Rosario Pezzella | 4 774   | 19,87   | 1                        |        |       |       |
|                                           | Mauro Bertini               | Mauro Bertini        | Mauro Bertini    | 3 966   | 16,51   | L'Altra Marano           | 2 477  | 10,87 | 1     |
| Potere al Popolo!                         | Mauro Bertini               | Mauro Bertini        | Mauro Bertini    | 3 966   | 16,51   | 947                      | 4,15   | –     |       |
| Seggio di coalizione                      | Seggio di coalizione        | Seggio di coalizione | Mauro Bertini    | 3 966   | 16,51   | 1                        |        |       |       |
|                                           | Teresa Giaccio              | Teresa Giaccio       | Teresa Giaccio   | 1 794   | 7,47    | Fratelli d'Italia        | 1 704  | 7,47  | –     |
| Seggio di coalizione                      | Seggio di coalizione        | Seggio di coalizione | Teresa Giaccio   | 1 794   | 7,47    | 1                        |        |       |       |
|                                           | Lorenzo Alfè                | Lorenzo Alfè         | Lorenzo Alfè     | 1 075   | 4,47    | Uomini Liberi            | 945    | 4,15  | –     |
| Totale                                    | Totale                      | 12 705               | 100              | 24 027  | 100     |                          | 22 797 | 100   | 24    |
|                                           |                             |                      |                  |         |         |                          |        |       |       |
| Fonte: Ministero dell'interno             |                             |                      |                  |         |         |                          |        |       |       |

### Ottaviano
|                                 | Luca Capasso ✔️ Sindaco     | 9 384                | 64,15 | Forza Italia        | 2 596  | 18,28 | 4  |  |  |
| Ottaviano Città Ideale          | Luca Capasso ✔️ Sindaco     | 9 384                | 64,15 | 1 762               | 12,41  | 2     |    |  |  |
| La Città Futura                 | Luca Capasso ✔️ Sindaco     | 9 384                | 64,15 | 1 668               | 11,75  | 2     |    |  |  |
| Direzione Futuro                | Luca Capasso ✔️ Sindaco     | 9 384                | 64,15 | 1 292               | 9,10   | 2     |    |  |  |
| Insieme                         | Luca Capasso ✔️ Sindaco     | 9 384                | 64,15 | 1 186               | 8,35   | 1     |    |  |  |
| Per Ottaviano                   | Luca Capasso ✔️ Sindaco     | 9 384                | 64,15 | 1 014               | 7,14   | 1     |    |  |  |
|                                 | Andrea Nocerino             | 3 657                | 25,00 | Idea Comune         | 870    | 6,13  | 1  |  |  |
| Progressiti per Ottaviano       | Andrea Nocerino             | 3 657                | 25,00 | 745                 | 5,25   | 1     |    |  |  |
| Ottaviano Democratica           | Andrea Nocerino             | 3 657                | 25,00 | 730                 | 5,14   | 1     |    |  |  |
| Libertà Democrazia Progresso    | Andrea Nocerino             | 3 657                | 25,00 | 688                 | 4,84   | –     |    |  |  |
| Famiglia Tradizione Solidarietà | Andrea Nocerino             | 3 657                | 25,00 | 357                 | 2,51   | –     |    |  |  |
| Con Nocerino per Ottaviano      | Andrea Nocerino             | 3 657                | 25,00 | 216                 | 1,52   | –     |    |  |  |
| Seggio di coalizione            | Seggio di coalizione        | Seggio di coalizione | 25,00 | 1                   |        |       |    |  |  |
|                                 | Francesca Ambrosio          | 1 040                | 7,11  | Partito Democratico | 385    | 2,71  | –  |  |  |
| Movimento Democratico Vesuviano | Francesca Ambrosio          | 1 040                | 7,11  | 156                 | 1,10   | –     |    |  |  |
| Sinistra Libera (LeU - PSI)     | Francesca Ambrosio          | 1 040                | 7,11  | 104                 | 0,73   | –     |    |  |  |
|                                 | Umberto Massimiliano Saetta | 548                  | 3,75  | Movimento 5 Stelle  | 432    | 3,04  | –  |  |  |
| Totale                          | Totale                      | 14 629               | 100   |                     | 14 201 | 100   | 16 |  |  |
|                                 |                             |                      |       |                     |        |       |    |  |  |
| Fonte: Ministero dell'interno   |                             |                      |       |                     |        |       |    |  |  |

Palma Campania
| Candidati | Candidati            | Partito            | Voti  | %      | Seggi |
| --------- | -------------------- | ------------------ | ----- | ------ | ----- |
|           | Aniello Donnarumma   | Ora                | 5.308 | 55,90  | 11    |
|           | Giuseppe D'Antonio   | Insieme            | 3.877 |        | 5     |
|           | Martino Gragnaniello | Movimento 5 Stelle | 310   | 3,26   | -     |
| Totale    | Totale               |                    | 9.495 | 100.00 | 16    |

Pollena Trocchia
| Candidati | Candidati      | Partito               | Voti  | %      | Seggi |
| --------- | -------------- | --------------------- | ----- | ------ | ----- |
|           | Carlo Esposito | Insieme per Costruire | 5.494 | 100,60 | 16    |
| Totale    | Totale         |                       | 5.494 | 100.00 | 16    |

### Qualiano
| Candidati                     | Candidati                        | II turno             | II turno          | I turno | I turno | Liste                    | Voti   | %     | Seggi |
| Candidati                     | Candidati                        | Voti                 | %                 | Voti    | %       | Liste                    | Voti   | %     | Seggi |
| ----------------------------- | -------------------------------- | -------------------- | ----------------- | ------- | ------- | ------------------------ | ------ | ----- | ----- |
|                               | Raffaele De Leonardis ✔️ Sindaco | 6 426                | 52,72             | 6 713   | 47,07   | Noi con l'Italia         | 2 341  | 16,69 | 4     |
| Forza Italia                  | Raffaele De Leonardis ✔️ Sindaco | 6 426                | 52,72             | 6 713   | 47,07   | 1 883                    | 13,42  | 3     |       |
| Con De Leonardis Sindaco      | Raffaele De Leonardis ✔️ Sindaco | 6 426                | 52,72             | 6 713   | 47,07   | 796                      | 5,67   | 1     |       |
| Fratelli d'Italia             | Raffaele De Leonardis ✔️ Sindaco | 6 426                | 52,72             | 6 713   | 47,07   | 795                      | 5,67   | 1     |       |
| Qualiano Vive Io la Difendo   | Raffaele De Leonardis ✔️ Sindaco | 6 426                | 52,72             | 6 713   | 47,07   | 677                      | 4,83   | 1     |       |
| Orgoglio Campano              | Raffaele De Leonardis ✔️ Sindaco | 6 426                | 52,72             | 6 713   | 47,07   | 106                      | 0,76   | –     |       |
| Mai più la Terra dei Fuochi   | Raffaele De Leonardis ✔️ Sindaco | 6 426                | 52,72             | 6 713   | 47,07   | 18                       | 0,13   | –     |       |
|                               | Ludovico De Luca                 | 5 764                | 47,28             | 5 987   | 41,98   | La Rinascita di Qualiano | 1 636  | 11,66 | 2     |
| Qualiano nel Cuore            | Ludovico De Luca                 | 5 764                | 47,28             | 5 987   | 41,98   | 1 091                    | 7,78   | 1     |       |
| Partito Democratico           | Ludovico De Luca                 | 5 764                | 47,28             | 5 987   | 41,98   | 905                      | 6,45   | 1     |       |
| Obiettivo Futuro              | Ludovico De Luca                 | 5 764                | 47,28             | 5 987   | 41,98   | 734                      | 5,23   | 1     |       |
| Con de Luca Sindaco           | Ludovico De Luca                 | 5 764                | 47,28             | 5 987   | 41,98   | 655                      | 4,67   | –     |       |
| Intesa Popolare per Qualiano  | Ludovico De Luca                 | 5 764                | 47,28             | 5 987   | 41,98   | 656                      | 4,68   | –     |       |
| Federazione dei Verdi         | Ludovico De Luca                 | 5 764                | 47,28             | 5 987   | 41,98   | 431                      | 3,07   | –     |       |
| Seggio di coalizione          | Seggio di coalizione             | Seggio di coalizione | 47,28             | 5 987   | 41,98   | 1                        |        |       |       |
|                               | Carmine Sgariglia                | Carmine Sgariglia    | Carmine Sgariglia | 1 110   | 7,78    | Movimento 5 Stelle       | 818    | 5,83  | –     |
|                               | Antonio De Rosa                  | Antonio De Rosa      | Antonio De Rosa   | 453     | 3,18    | Lega                     | 303    | 2,16  | –     |
| Noi con De Rosa (A)           | Antonio De Rosa                  | Antonio De Rosa      | Antonio De Rosa   | 453     | 3,18    | 173                      | 1,23   | –     |       |
| Totale                        | Totale                           | 12 190               | 100               | 14 263  | 100     |                          | 14 028 | 100   | 16    |
|                               |                                  |                      |                   |         |         |                          |        |       |       |
| Fonte: Ministero dell'interno |                                  |                      |                   |         |         |                          |        |       |       |

- La lista contrassegnata con la lettera A Ã¨ apparentata al secondo turno con il candidato sindaco Ludovico De Luca.

### Quarto
| Candidati                     | Candidati                 | II turno             | II turno            | I turno | I turno | Liste                  | Voti   | %     | Seggi |
| Candidati                     | Candidati                 | Voti                 | %                   | Voti    | %       | Liste                  | Voti   | %     | Seggi |
| ----------------------------- | ------------------------- | -------------------- | ------------------- | ------- | ------- | ---------------------- | ------ | ----- | ----- |
|                               | Antonio Sabino ✔️ Sindaco | 6 088                | 61,10               | 6 982   | 47,65   | Democratici in Cammino | 3 496  | 25,34 | 8     |
| Movimento Flegreo             | Antonio Sabino ✔️ Sindaco | 6 088                | 61,10               | 6 982   | 47,65   | 2 414                  | 17,50  | 5     |       |
| Arcobaleno                    | Antonio Sabino ✔️ Sindaco | 6 088                | 61,10               | 6 982   | 47,65   | 863                    | 6,26   | 2     |       |
|                               | Davide Secone             | 3 876                | 38,90               | 2 964   | 20,23   | Davide Secone Sindaco  | 1 385  | 10,04 | 2     |
| Un'Altra Città                | Davide Secone             | 3 876                | 38,90               | 2 964   | 20,23   | 1 187                  | 8,60   | 1     |       |
| Seggio di coalizione          | Seggio di coalizione      | Seggio di coalizione | 38,90               | 2 964   | 20,23   | 1                      |        |       |       |
|                               | Rosa Capuozzo             | Rosa Capuozzo        | Rosa Capuozzo       | 1 874   | 12,79   | #Coraggio Quarto!      | 1 289  | 9,34  | 1     |
| Italia in Comune              | Rosa Capuozzo             | Rosa Capuozzo        | Rosa Capuozzo       | 1 874   | 12,79   | 396                    | 2,87   | –     |       |
| Seggio di coalizione          | Seggio di coalizione      | Seggio di coalizione | Rosa Capuozzo       | 1 874   | 12,79   | 1                      |        |       |       |
|                               | Giovanni Santoro          | Giovanni Santoro     | Giovanni Santoro    | 1 423   | 9,71    | Uniti per Quarto       | 1 100  | 7,97  | 1     |
| Idea Quarto                   | Giovanni Santoro          | Giovanni Santoro     | Giovanni Santoro    | 1 423   | 9,71    | 266                    | 1,93   | –     |       |
| Seggio di coalizione          | Seggio di coalizione      | Seggio di coalizione | Giovanni Santoro    | 1 423   | 9,71    | 1                      |        |       |       |
|                               | Gabriele Di Criscio       | Gabriele Di Criscio  | Gabriele Di Criscio | 1 062   | 7,25    | Insieme per Quarto     | 1 047  | 7,59  | –     |
| Seggio di coalizione          | Seggio di coalizione      | Seggio di coalizione | Gabriele Di Criscio | 1 062   | 7,25    | 1                      |        |       |       |
|                               | Concetta Aprile           | Concetta Aprile      | Concetta Aprile     | 348     | 2,37    | Meetup#Quarto 3.0      | 352    | 2,55  | –     |
| Totale                        | Totale                    | 9 964                | 100                 | 14 653  | 100     |                        | 13 795 | 100   | 24    |
|                               |                           |                      |                     |         |         |                        |        |       |       |
| Fonte: Ministero dell'interno |                           |                      |                     |         |         |                        |        |       |       |

### San Giuseppe Vesuviano
| Candidati                             | Candidati                    | II turno              | II turno              | I turno | I turno | Liste                      | Voti   | %     | Seggi |
| Candidati                             | Candidati                    | Voti                  | %                     | Voti    | %       | Liste                      | Voti   | %     | Seggi |
| ------------------------------------- | ---------------------------- | --------------------- | --------------------- | ------- | ------- | -------------------------- | ------ | ----- | ----- |
|                                       | Vincenzo Catapano ✔️ Sindaco | 9 229                 | 72,45                 | 7 758   | 46,22   | Noi con Catapano           | 1 799  | 11,09 | 2     |
| Più San Giuseppe Vesuviano            | Vincenzo Catapano ✔️ Sindaco | 9 229                 | 72,45                 | 7 758   | 46,22   | 1 654                      | 10,20  | 2     |       |
| Mi Piace 2.0                          | Vincenzo Catapano ✔️ Sindaco | 9 229                 | 72,45                 | 7 758   | 46,22   | 1 289                      | 7,95   | 2     |       |
| Futuro per la Città                   | Vincenzo Catapano ✔️ Sindaco | 9 229                 | 72,45                 | 7 758   | 46,22   | 806                        | 4,97   | 1     |       |
| Orgoglio                              | Vincenzo Catapano ✔️ Sindaco | 9 229                 | 72,45                 | 7 758   | 46,22   | 714                        | 4,40   | 1     |       |
| Il Mondo che Cambia                   | Vincenzo Catapano ✔️ Sindaco | 9 229                 | 72,45                 | 7 758   | 46,22   | 646                        | 3,98   | 1     |       |
| Idee in Movimento                     | Vincenzo Catapano ✔️ Sindaco | 9 229                 | 72,45                 | 7 758   | 46,22   | 608                        | 3,75   | 1     |       |
| Terra Nostra                          | Vincenzo Catapano ✔️ Sindaco | 9 229                 | 72,45                 | 7 758   | 46,22   | 491                        | 3,03   | –     |       |
| Ama la tua Città                      | Vincenzo Catapano ✔️ Sindaco | 9 229                 | 72,45                 | 7 758   | 46,22   | 49                         | 0,30   | –     |       |
|                                       | Antonio Agostino Ambrosio    | 3 510                 | 27,55                 | 3 226   | 19,22   | Forza San Giuseppe         | 942    | 5,81  | 1     |
| Lista Arcobaleno                      | Antonio Agostino Ambrosio    | 3 510                 | 27,55                 | 3 226   | 19,22   | 557                        | 3,44   | 1     |       |
| Paese Futuro                          | Antonio Agostino Ambrosio    | 3 510                 | 27,55                 | 3 226   | 19,22   | 381                        | 2,35   | –     |       |
| Siamo Sangiuseppesi                   | Antonio Agostino Ambrosio    | 3 510                 | 27,55                 | 3 226   | 19,22   | 342                        | 2,11   | –     |       |
| Unione Sangiuseppese                  | Antonio Agostino Ambrosio    | 3 510                 | 27,55                 | 3 226   | 19,22   | 290                        | 1,79   | –     |       |
| Lista Cuore                           | Antonio Agostino Ambrosio    | 3 510                 | 27,55                 | 3 226   | 19,22   | 259                        | 1,60   | –     |       |
| Area Nuova                            | Antonio Agostino Ambrosio    | 3 510                 | 27,55                 | 3 226   | 19,22   | 183                        | 1,13   | –     |       |
| Il Quadrifoglio                       | Antonio Agostino Ambrosio    | 3 510                 | 27,55                 | 3 226   | 19,22   | 153                        | 0,94   | –     |       |
| La Saggezza                           | Antonio Agostino Ambrosio    | 3 510                 | 27,55                 | 3 226   | 19,22   | 135                        | 0,83   | –     |       |
| Seggio di coalizione                  | Seggio di coalizione         | Seggio di coalizione  | 27,55                 | 3 226   | 19,22   | 1                          |        |       |       |
|                                       | Ivan Pasquale Casillo        | Ivan Pasquale Casillo | Ivan Pasquale Casillo | 2 637   | 15,71   | Ad Maiora                  | 1 023  | 6,31  | 1     |
| Insieme                               | Ivan Pasquale Casillo        | Ivan Pasquale Casillo | Ivan Pasquale Casillo | 2 637   | 15,71   | 781                        | 4,82   | –     |       |
| Bene Comune                           | Ivan Pasquale Casillo        | Ivan Pasquale Casillo | Ivan Pasquale Casillo | 2 637   | 15,71   | 637                        | 3,93   | –     |       |
| Sviluppo Vesuviano                    | Ivan Pasquale Casillo        | Ivan Pasquale Casillo | Ivan Pasquale Casillo | 2 637   | 15,71   | 422                        | 2,60   | –     |       |
| Seggio di coalizione                  | Seggio di coalizione         | Seggio di coalizione  | Ivan Pasquale Casillo | 2 637   | 15,71   | 1                          |        |       |       |
|                                       | Antonio Borriello            | Antonio Borriello     | Antonio Borriello     | 2,500   | 0,01    | Vocenueva                  | 563    | 3,47  | –     |
| San Giuseppe Vesuviano al Primo Posto | Antonio Borriello            | Antonio Borriello     | Antonio Borriello     | 2,500   | 0,01    | 486                        | 3,00   | –     |       |
| Libera San Giuseppe                   | Antonio Borriello            | Antonio Borriello     | Antonio Borriello     | 2,500   | 0,01    | 438                        | 2,70   | –     |       |
| Movimento Sport e Ambiente            | Antonio Borriello            | Antonio Borriello     | Antonio Borriello     | 2,500   | 0,01    | 164                        | 1,01   | –     |       |
| Seggio di coalizione                  | Seggio di coalizione         | Seggio di coalizione  | Antonio Borriello     | 2,500   | 0,01    | 1                          |        |       |       |
|                                       | Francesco Giugliano          | Francesco Giugliano   | Francesco Giugliano   | 663     | 3,95    | Rinascita Civile Vesuviana | 273    | 1,68  | –     |
| Mani Pulite                           | Francesco Giugliano          | Francesco Giugliano   | Francesco Giugliano   | 663     | 3,95    | 70                         | 0,43   | –     |       |
| San Giuseppe in Cammino               | Francesco Giugliano          | Francesco Giugliano   | Francesco Giugliano   | 663     | 3,95    | 60                         | 0,37   | –     |       |
| Totale                                | Totale                       | 12 739                | 100                   | 16 784  | 100     |                            | 16 215 | 100   | 16    |
|                                       |                              |                       |                       |         |         |                            |        |       |       |
| Fonte: Ministero dell'interno         |                              |                       |                       |         |         |                            |        |       |       |

San Vitaliano
| Candidati | Candidati      | Partito               | Voti  | %      | Seggi |
| --------- | -------------- | --------------------- | ----- | ------ | ----- |
|           | Pasquale Raimo | San Vitaliano Rinasce | 3.022 | 100,00 | 12    |
| Totale    | Totale         |                       | 3.022 | 100.00 | 12    |

Sant'Agnello
| Candidati | Candidati         | Partito                     | Voti  | %      | Seggi |
| --------- | ----------------- | --------------------------- | ----- | ------ | ----- |
|           | Pietro Sagristani | Sant'Agnello Prima di Tutto | 3.750 | 79,31  | 8     |
|           | Fabio Aponte      | Movimento 5 Stelle          | 717   |        | 3     |
|           | Gennaro Rocco     | Ora X Sant'Agnello          | 261   | 5,52   | 1     |
| Totale    | Totale            |                             | 4.728 | 100.00 | 12    |

Scisciano
| Candidati | Candidati           | Partito               | Voti  | %      | Seggi |
| --------- | ------------------- | --------------------- | ----- | ------ | ----- |
|           | Edoardo Serpico     | Viva Scisciano        | 2.014 | 53,47  | 8     |
|           | Giuseppe Napolitano | Scisciano Bene Comune | 1.752 |        | 4     |
| Totale    | Totale              |                       | 3.766 | 100.00 | 12    |

### Torre del Greco
| Candidati                     | Candidati                   | II turno             | II turno          | I turno | I turno | Liste              | Voti   | %     | Seggi |
| Candidati                     | Candidati                   | Voti                 | %                 | Voti    | %       | Liste              | Voti   | %     | Seggi |
| ----------------------------- | --------------------------- | -------------------- | ----------------- | ------- | ------- | ------------------ | ------ | ----- | ----- |
|                               | Giovanni Palomba ✔️ Sindaco | 9 327                | 56,12             | 14 135  | 35,20   | Il Cittadino       | 4 696  | 12,18 | 5     |
| Ci Vuole Coraggio             | Giovanni Palomba ✔️ Sindaco | 9 327                | 56,12             | 14 135  | 35,20   | 4 020              | 10,43  | 4     |       |
| DAI Diritti agli Italiani     | Giovanni Palomba ✔️ Sindaco | 9 327                | 56,12             | 14 135  | 35,20   | 2 472              | 6,41   | 2     |       |
| Insieme per la Città          | Giovanni Palomba ✔️ Sindaco | 9 327                | 56,12             | 14 135  | 35,20   | 1 843              | 4,78   | 2     |       |
| La Svolta                     | Giovanni Palomba ✔️ Sindaco | 9 327                | 56,12             | 14 135  | 35,20   | 1 233              | 3,20   | 1     |       |
| Movimento Popolare Torrese    | Giovanni Palomba ✔️ Sindaco | 9 327                | 56,12             | 14 135  | 35,20   | 1 159              | 3,01   | 1     |       |
| L 259                         | Giovanni Palomba ✔️ Sindaco | 9 327                | 56,12             | 14 135  | 35,20   | 697                | 1,81   | –     |       |
|                               | Luigi Mele                  | 7 294                | 43,88             | 6 163   | 15,35   | Forza Italia       | 2 279  | 5,91  | 1     |
| Fratelli d'Italia             | Luigi Mele                  | 7 294                | 43,88             | 6 163   | 15,35   | 1 397              | 3,62   | 1     |       |
| Mele Sindaco                  | Luigi Mele                  | 7 294                | 43,88             | 6 163   | 15,35   | 883                | 2,29   | –     |       |
| Noi con l'Italia              | Luigi Mele                  | 7 294                | 43,88             | 6 163   | 15,35   | 686                | 1,78   | –     |       |
| Partito Repubblicano Italiano | Luigi Mele                  | 7 294                | 43,88             | 6 163   | 15,35   | 646                | 1,68   | –     |       |
| Democrazia Cristiana          | Luigi Mele                  | 7 294                | 43,88             | 6 163   | 15,35   | 54                 | 0,14   | –     |       |
| Seggio di coalizione          | Seggio di coalizione        | Seggio di coalizione | 43,88             | 6 163   | 15,35   | 1                  |        |       |       |
|                               | Luigi Sanguigno             | Luigi Sanguigno      | Luigi Sanguigno   | 5 785   | 14,40   | Movimento 5 Stelle | 4 324  | 11,22 | 1     |
| Seggio di coalizione          | Seggio di coalizione        | Seggio di coalizione | Luigi Sanguigno   | 5 785   | 14,40   | 1                  |        |       |       |
|                               | Romania Stilo               | Romania Stilo        | Romania Stilo     | 5 501   | 13,70   | Forza Torre        | 2 357  | 6,12  | 1     |
| Stilo Sindaco                 | Romania Stilo               | Romania Stilo        | Romania Stilo     | 5 501   | 13,70   | 1 272              | 3,30   | –     |       |
| Movimento Torrese             | Romania Stilo               | Romania Stilo        | Romania Stilo     | 5 501   | 13,70   | 1 018              | 2,64   | –     |       |
| Azione Torre                  | Romania Stilo               | Romania Stilo        | Romania Stilo     | 5 501   | 13,70   | 738                | 1,91   | –     |       |
| Movimento Animalista          | Romania Stilo               | Romania Stilo        | Romania Stilo     | 5 501   | 13,70   | 120                | 0,31   | –     |       |
| Seggio di coalizione          | Seggio di coalizione        | Seggio di coalizione | Romania Stilo     | 5 501   | 13,70   | 1                  |        |       |       |
|                               | Valerio Ciavolino           | Valerio Ciavolino    | Valerio Ciavolino | 5 105   | 12,71   | Ciavolino Sindaco  | 1 526  | 3,96  | –     |
| Torre Civica                  | Valerio Ciavolino           | Valerio Ciavolino    | Valerio Ciavolino | 5 105   | 12,71   | 1 067              | 2,77   | –     |       |
| Gente di Mare                 | Valerio Ciavolino           | Valerio Ciavolino    | Valerio Ciavolino | 5 105   | 12,71   | 374                | 0,97   | –     |       |
| Vento Nuovo                   | Valerio Ciavolino           | Valerio Ciavolino    | Valerio Ciavolino | 5 105   | 12,71   | 322                | 0,84   | –     |       |
| Seggio di coalizione          | Seggio di coalizione        | Seggio di coalizione | Valerio Ciavolino | 5 105   | 12,71   | 1                  |        |       |       |
|                               | Aniello Formisano           | Aniello Formisano    | Aniello Formisano | 3 309   | 8,24    | Cuore Torrese      | 1 394  | 3,62  | –     |
| Liberi e Uguali               | Aniello Formisano           | Aniello Formisano    | Aniello Formisano | 3 309   | 8,24    | 873                | 2,27   | –     |       |
| Rinascita Torrese             | Aniello Formisano           | Aniello Formisano    | Aniello Formisano | 3 309   | 8,24    | 665                | 1,73   | –     |       |
| Moderati                      | Aniello Formisano           | Aniello Formisano    | Aniello Formisano | 3 309   | 8,24    | 294                | 0,76   | –     |       |
| Seggio di coalizione          | Seggio di coalizione        | Seggio di coalizione | Aniello Formisano | 3 309   | 8,24    | 1                  |        |       |       |
|                               | Ferdinando Raiola           | Ferdinando Raiola    | Ferdinando Raiola | 163     | 0,41    | CasaPound Italia   | 134    | 0,35  | –     |
| Totale                        | Totale                      | 16 621               | 100               | 40 161  | 100     |                    | 38 543 | 100   | 24    |
|                               |                             |                      |                   |         |         |                    |        |       |       |
| Fonte: Ministero dell'interno |                             |                      |                   |         |         |                    |        |       |       |

### Volla
| Candidati                     | Candidati                    | II turno             | II turno          | I turno | I turno | Liste                      | Voti   | %     | Seggi |
| Candidati                     | Candidati                    | Voti                 | %                 | Voti    | %       | Liste                      | Voti   | %     | Seggi |
| ----------------------------- | ---------------------------- | -------------------- | ----------------- | ------- | ------- | -------------------------- | ------ | ----- | ----- |
|                               | Pasquale Di Marzo ✔️ Sindaco | 4 639                | 64,90             | 4 127   | 37,34   | Siamo Volla                | 1 645  | 15,35 | 4     |
| Intesa per Volla              | Pasquale Di Marzo ✔️ Sindaco | 4 639                | 64,90             | 4 127   | 37,34   | 1 248                      | 11,65  | 3     |       |
| Orgoglio Campano              | Pasquale Di Marzo ✔️ Sindaco | 4 639                | 64,90             | 4 127   | 37,34   | 1 225                      | 11,43  | 3     |       |
|                               | Andrea Viscovo               | 2 509                | 35,10             | 2 186   | 19,78   | Cittadini X Volla          | 1 803  | 16,83 | 1     |
| Ce Simme Sfasteriati          | Andrea Viscovo               | 2 509                | 35,10             | 2 186   | 19,78   | 213                        | 1,99   | –     |       |
| Ali per Volla                 | Andrea Viscovo               | 2 509                | 35,10             | 2 186   | 19,78   | 127                        | 1,19   | –     |       |
| Seggio di coalizione          | Seggio di coalizione         | Seggio di coalizione | 35,10             | 2 186   | 19,78   | 1                          |        |       |       |
|                               | Giuseppe Annone              | Giuseppe Annone      | Giuseppe Annone   | 2 065   | 18,68   | Fratelli d'Italia          | 1 122  | 10,47 | 1     |
| Prima Volla                   | Giuseppe Annone              | Giuseppe Annone      | Giuseppe Annone   | 2 065   | 18,68   | 552                        | 5,15   | –     |       |
| Noi con Annone Sindaco        | Giuseppe Annone              | Giuseppe Annone      | Giuseppe Annone   | 2 065   | 18,68   | 289                        | 2,70   | –     |       |
| Seggio di coalizione          | Seggio di coalizione         | Seggio di coalizione | Giuseppe Annone   | 2 065   | 18,68   | 1                          |        |       |       |
|                               | Domenico Viola               | Domenico Viola       | Domenico Viola    | 1 415   | 12,80   | Per Domenico Viola Sindaco | 1 334  | 12,45 | –     |
| Seggio di coalizione          | Seggio di coalizione         | Seggio di coalizione | Domenico Viola    | 1 415   | 12,80   | 1                          |        |       |       |
|                               | Addolorata Tafone            | Addolorata Tafone    | Addolorata Tafone | 1 260   | 11,40   | Movimento 5 Stelle         | 1 156  | 10,79 | –     |
| Seggio di coalizione          | Seggio di coalizione         | Seggio di coalizione | Addolorata Tafone | 1 260   | 11,40   | 1                          |        |       |       |
| Totale                        | Totale                       | 7 148                | 100               | 11 053  | 100     |                            | 10 714 | 100   | 16    |
|                               |                              |                      |                   |         |         |                            |        |       |       |
| Fonte: Ministero dell'interno |                              |                      |                   |         |         |                            |        |       |       |

## Avellino

### Avellino
| Candidati                      | Candidati                  | II turno             | II turno            | I turno | I turno | Liste                    | Voti   | %     | Seggi |
| Candidati                      | Candidati                  | Voti                 | %                   | Voti    | %       | Liste                    | Voti   | %     | Seggi |
| ------------------------------ | -------------------------- | -------------------- | ------------------- | ------- | ------- | ------------------------ | ------ | ----- | ----- |
|                                | Vincenzo Ciampi ✔️ Sindaco | 13 694               | 59,54               | 6 535   | 20,23   | Movimento 5 Stelle       | 4 465  | 14,20 | 5     |
|                                | Nello Pizza                | 9 307                | 40,46               | 13 871  | 42,93   | Partito Democratico      | 5 241  | 16,66 | 6     |
| Davvero Avellino               | Nello Pizza                | 9 307                | 40,46               | 13 871  | 42,93   | 3 056                    | 9,72   | 3     |       |
| Avellino è Popolare            | Nello Pizza                | 9 307                | 40,46               | 13 871  | 42,93   | 2 211                    | 7,03   | 2     |       |
| Insieme Protagonisti           | Nello Pizza                | 9 307                | 40,46               | 13 871  | 42,93   | 1 787                    | 5,68   | 2     |       |
| Avellino Rinasce               | Nello Pizza                | 9 307                | 40,46               | 13 871  | 42,93   | 1 565                    | 4,98   | 2     |       |
| Avellino Libera è Protagonista | Nello Pizza                | 9 307                | 40,46               | 13 871  | 42,93   | 1 461                    | 4,65   | 1     |       |
| Avellino Democratica           | Nello Pizza                | 9 307                | 40,46               | 13 871  | 42,93   | 1 430                    | 4,55   | 1     |       |
| Seggio di coalizione           | Seggio di coalizione       | Seggio di coalizione | 40,46               | 13 871  | 42,93   | 1                        |        |       |       |
|                                | Luca Cipriano              | Luca Cipriano        | Luca Cipriano       | 4 233   | 13,10   | Mai Più                  | 3 147  | 10,01 | 2     |
| Seggio di coalizione           | Seggio di coalizione       | Seggio di coalizione | Luca Cipriano       | 4 233   | 13,10   | 1                        |        |       |       |
|                                | Sabino Morano              | Sabino Morano        | Sabino Morano       | 3 376   | 10,45   | Forza Italia             | 1 826  | 5,81  | 2     |
| Lega                           | Sabino Morano              | Sabino Morano        | Sabino Morano       | 3 376   | 10,45   | 1 299                    | 4,13   | 1     |       |
| Unione di Centro               | Sabino Morano              | Sabino Morano        | Sabino Morano       | 3 376   | 10,45   | 497                      | 1,58   | –     |       |
| Noi con Avellino               | Sabino Morano              | Sabino Morano        | Sabino Morano       | 3 376   | 10,45   | 155                      | 0,49   | –     |       |
| Seggio di coalizione           | Seggio di coalizione       | Seggio di coalizione | Sabino Morano       | 3 376   | 10,45   | 1                        |        |       |       |
|                                | Costantino Preziosi        | Costantino Preziosi  | Costantino Preziosi | 2 070   | 6,41    | La Svolta Inizia da Te!  | 1 286  | 4,09  | –     |
| Fratelli d'Italia              | Costantino Preziosi        | Costantino Preziosi  | Costantino Preziosi | 2 070   | 6,41    | 317                      | 1,01   | –     |       |
| Seggio di coalizione           | Seggio di coalizione       | Seggio di coalizione | Costantino Preziosi | 2 070   | 6,41    | 1                        |        |       |       |
|                                | Nadia Arace                | Nadia Arace          | Nadia Arace         | 1 359   | 4,21    | Si Può                   | 1 013  | 3,22  | –     |
| Seggio di coalizione           | Seggio di coalizione       | Seggio di coalizione | Nadia Arace         | 1 359   | 4,21    | 1                        |        |       |       |
|                                | Massimo Passaro            | Massimo Passaro      | Massimo Passaro     | 680     | 2,10    | I Cittadini in Movimento | 596    | 1,90  | –     |
|                                | Giuliano Bello             | Giuliano Bello       | Giuliano Bello      | 183     | 0,57    | CasaPound                | 99     | 0,31  | –     |
| Totale                         | Totale                     | 23 001               | 100                 | 32 307  | 100     |                          | 31 451 | 100   | 32    |
|                                |                            |                      |                     |         |         |                          |        |       |       |
| Fonte: Ministero dell'interno  |                            |                      |                     |         |         |                          |        |       |       |

Aquilonia
| Candidati | Candidati         | Partito                          | Voti  | %      | Seggi |
| --------- | ----------------- | -------------------------------- | ----- | ------ | ----- |
|           | Giancarlo De Vito | Uniti per Aquilonia              | 438   | 37,11  | 7     |
|           | Antonio Caputo    | Aquilonia Futura                 | 385   | 32,65  | 2     |
|           | Donato Cataldo    | Aquilonia Popolare e Democratica | 238   | 20,16  | 1     |
|           | Antonio Iannece   | Aquilonia Responsabile           | 119   | 10,08  | -     |
| Totale    | Totale            |                                  | 1.180 | 100.00 | 10    |

Bagnoli Irpino
| Candidati | Candidati            | Partito              | Voti  | %      | Seggi |
| --------- | -------------------- | -------------------- | ----- | ------ | ----- |
|           | Teresa Anna Di Capua | Progetto per Bagnoli | 1.035 | 50,34  | 8     |
|           | Maria Vivolo         | Bagnoli Libera       | 1.021 |        | 4     |
| Totale    | Totale               |                      | 2.056 | 100.00 | 12    |

Cairano
| Candidati | Candidati       | Partito               | Voti | %      | Seggi |
| --------- | --------------- | --------------------- | ---- | ------ | ----- |
|           | Luigi D'Angelis | Democrazia e Sviluppo | 167  | 87,89  | 7     |
|           | Rosalba Crocco  | Costruiamo il Futuro  | 23   |        | 3     |
| Totale    | Totale          |                       | 190  | 100.00 | 10    |

Caposele
| Candidati | Candidati       | Partito          | Voti  | %      | Seggi |
| --------- | --------------- | ---------------- | ----- | ------ | ----- |
|           | Lorenzo Melillo | la Primavera     | 1.626 | 66,25  | 8     |
|           | Luigi Casale    | Caposele Risorge | 828   |        | 4     |
| Totale    | Totale          |                  | 2.454 | 100.00 | 12    |

Casalbore
| Candidati | Candidati           | Partito             | Voti  | %      | Seggi |
| --------- | ------------------- | ------------------- | ----- | ------ | ----- |
|           | Raffaele Fabiano    | Libertà & Progresso | 682   | 53,07  | 7     |
|           | Pierfrancesco Resce | #cambiamo Casalbore | 435   |        | 2     |
|           | Paolo Gambarota     | Casalbore nel Cuore | 168   | 13,07  | 1     |
| Totale    | Totale              |                     | 1.285 | 100.00 | 10    |

Conza della Campania
| Candidati | Candidati                | Partito                   | Voti  | %      | Seggi |
| --------- | ------------------------ | ------------------------- | ----- | ------ | ----- |
|           | Luigi Ciccone            | Conza al Centro           | 550   | 49,86  | 7     |
|           | Pasquale Imbriani        | Progetto Comune per Conza | 547   |        | 3     |
|           | Raffaele Giuseppe Farese | la Luna                   | 6     | 0,54   | -     |
| Totale    | Totale                   |                           | 1.103 | 100.00 | 10    |

Forino
| Candidati | Candidati         | Partito             | Voti  | %      | Seggi |
| --------- | ----------------- | ------------------- | ----- | ------ | ----- |
|           | Antonio Olivieri  | Forino in Movimento | 1.766 | 51,42  | 8     |
|           | Lorenzo D'Argenio | È Ora di Cambiare   | 1.435 |        | 4     |
|           | Rosario Lamberti  | Merito Idea Azione  | 233   | 6,78   | -     |
| Totale    | Totale            |                     | 3.434 | 100.00 | 12    |

Gesualdo
| Candidati | Candidati         | Partito | Voti  | %      | Seggi |
| --------- | ----------------- | ------- | ----- | ------ | ----- |
|           | Edgardo Pesiri    | il Sole | 1.300 | 50,72  | 8     |
|           | Domenico Forgione | la Vela | 1.263 |        | 4     |
| Totale    | Totale            |         | 2.563 | 100.00 | 12    |

Greci
| Candidati | Candidati                             | Partito                             | Voti | %     | Seggi |
| --------- | ------------------------------------- | ----------------------------------- | ---- | ----- | ----- |
|           | Nicola Luigi "Nigi" Norcia ✔️ Sindaco | Greci Guarda al Futuro              | 463  | 97,88 | 7     |
|           | Salvatore Giuliani                    | Libertas Democrazia Cristiana - Udc | 10   |       | 3     |
| Totale    | Totale                                |                                     | 473  | 100   | 10    |

Lapio
| Candidati | Candidati                   | Partito             | Voti  | %      | Seggi |
| --------- | --------------------------- | ------------------- | ----- | ------ | ----- |
|           | Maria Teresa "Trisa" Lepore | Noi e Voi per Lapio | 604   | 53,73  | 7     |
|           | Vito Carbone                | Cambiamo Lapio      | 520   |        | 3     |
| Totale    | Totale                      |                     | 1.124 | 100.00 | 10    |

Lauro
| Candidati | Candidati        | Partito     | Voti  | %      | Seggi |
| --------- | ---------------- | ----------- | ----- | ------ | ----- |
|           | Antonio Bossone  | Ora si Deve | 1.935 | 82,16  | 8     |
|           | Francesco Iovino | Più Lauro   | 420   |        | 4     |
| Totale    | Totale           |             | 2.355 | 100.00 | 12    |

Marzano di Nola
| Candidati | Candidati       | Partito | Voti  | %      | Seggi  |
| --------- | --------------- | ------- | ----- | ------ | ------ |
|           | Francesco Addeo | Torre   | 1.111 | 100,00 | 10     |
| Totale    | Totale          |         | 1.111 | 100.00 | 100,00 |

Mugnano del Cardinale
| Candidati | Candidati             | Partito                 | Voti  | %      | Seggi |
| --------- | --------------------- | ----------------------- | ----- | ------ | ----- |
|           | Alessandro Napolitano | Terra Nostra            | 1.832 | 50,80  | 8     |
|           | Giovanni Colucci      | Nuova Alleanza Popolare | 1.774 |        | 4     |
| Totale    | Totale                |                         | 3.606 | 100.00 | 12    |

Quadrelle
| Candidati | Candidati           | Partito          | Voti  | %      | Seggi |
| --------- | ------------------- | ---------------- | ----- | ------ | ----- |
|           | Simone Rozza        | Quadrelle Civica | 822   | 62,46  | 7     |
|           | Antonio Capriglione | Noi Quadrelle    | 494   |        | 3     |
| Totale    | Totale              |                  | 1.316 | 100.00 | 10    |

Rocca San Felice
| Candidati | Candidati         | Partito            | Voti | %      | Seggi |
| --------- | ----------------- | ------------------ | ---- | ------ | ----- |
|           | Guido Cipriano    | Insieme per Rocca  | 361  | 55,79  | 7     |
|           | Giuseppe Fiorillo | per il Bene Comune | 286  |        | 3     |
| Totale    | Totale            |                    | 647  | 100.00 | 10    |

San Potito Ultra
| Candidati | Candidati        | Partito                   | Voti  | %      | Seggi |
| --------- | ---------------- | ------------------------- | ----- | ------ | ----- |
|           | Pasquale Nazzaro | Facciamo San Potito Ultra | 639   | 62,46  | 7     |
|           | Gerardo Cataldo  | Agorà                     | 384   |        | 3     |
| Totale    | Totale           |                           | 1.023 | 100.00 | 10    |

Sant'Angelo dei Lombardi
| Candidati | Candidati        | Partito               | Voti  | %      | Seggi |
| --------- | ---------------- | --------------------- | ----- | ------ | ----- |
|           | Marco Marandino  | la Nostra Sant'Angelo | 1.374 | 54,39  | 8     |
|           | Nicolino Santoro | Sant'Angelo Futura    | 1.152 |        | 4     |
| Totale    | Totale           |                       | 2.526 | 100.00 | 12    |

Summonte
| Candidati | Candidati           | Partito      | Voti  | %      | Seggi |
| --------- | ------------------- | ------------ | ----- | ------ | ----- |
|           | Pasqualino Giuditta | per Summonte | 615   | 57,69  | 7     |
|           | Carmine De Lucia    | Summonte Sì  | 451   |        | 3     |
| Totale    | Totale              |              | 1.066 | 100.00 | 10    |

Torre Le Nocelle
| Candidati | Candidati        | Partito         | Voti | %      | Seggi |
| --------- | ---------------- | --------------- | ---- | ------ | ----- |
|           | Antonio Cardillo | Torre nel Cuore | 477  | 52,53  | 7     |
|           | Roberto Di Iorio | Torre Futura    | 431  |        | 3     |
| Totale    | Totale           |                 | 908  | 100.00 | 10    |

Vallata
| Candidati | Candidati      | Partito              | Voti  | %      | Seggi |
| --------- | -------------- | -------------------- | ----- | ------ | ----- |
|           | Giuseppe Leone | una Mano per Vallata | 1.492 | 76,04  | 7     |
|           | Rocco Branca   | Siamo Vallata        | 466   |        | 3     |
|           | Giuseppe Toto  | Uniti per Vallata    | 4     | 0,20   | -     |
| Totale    | Totale         |                      | 1.962 | 100.00 | 10    |

## Benevento
Arpaise
| Candidati | Candidati            | Partito                   | Voti | %      | Seggi |
| --------- | -------------------- | ------------------------- | ---- | ------ | ----- |
|           | Vincenzo Forni Rossi | tra la Gente con la Gente | 289  | 50,88  | 7     |
|           | Sergio Pignatiello   | Costruiamo il Futuro      | 278  |        | 3     |
|           | Domenico Tancredi    | Progetto Futuro           | 1    | 0,17   | -     |
| Totale    | Totale               |                           | 568  | 100.00 | 10    |

Bucciano
| Candidati | Candidati          | Partito              | Voti  | %      | Seggi |
| --------- | ------------------ | -------------------- | ----- | ------ | ----- |
|           | Domenico Matera    | per Bucciano         | 944   | 60,43  | 7     |
|           | Stefano Napolitano | 'A Gente 'E Bucciano | 618   |        | 3     |
| Totale    | Totale             |                      | 1.562 | 100.00 | 10    |

Castelpagano
| Candidati | Candidati        | Partito                | Voti | %      | Seggi |
| --------- | ---------------- | ---------------------- | ---- | ------ | ----- |
|           | Giuseppe Bozzuto | Patto per Castelpagano | 683  | 80,82  | 7     |
|           | Donato Bozzuto   | Nuovi Orizzonti        | 162  |        | 3     |
| Totale    | Totale           |                        | 845  | 100.00 | 10    |

Ceppaloni
| Candidati | Candidati                         | Partito             | Voti  | %      | Seggi |
| --------- | --------------------------------- | ------------------- | ----- | ------ | ----- |
|           | Ettore Carmelo Leopoldo De Blasio | Uniti per Ceppaloni | 1.751 | 75,40  | 8     |
|           | Stefania Pepicelli                | Cittadinanza Attiva | 571   |        | 4     |
| Totale    | Totale                            |                     | 2.322 | 100.00 | 12    |

Frasso Telesino
| Candidati | Candidati          | Partito              | Voti  | %      | Seggi |
| --------- | ------------------ | -------------------- | ----- | ------ | ----- |
|           | Pasquale Viscusi   | Ricominciamo Insieme | 1.069 | 66,64  | 7     |
|           | Erminia Florenzano | Civica 2023          | 535   |        | 3     |
| Totale    | Totale             |                      | 1.604 | 100.00 | 10    |

Montesarchio
| Candidati | Candidati           | Partito                | Voti  | %      | Seggi |
| --------- | ------------------- | ---------------------- | ----- | ------ | ----- |
|           | Francesco Damiano   | Scegliamo Montesarchio | 5.122 | 61,41  | 11    |
|           | Orazio Gerardo      | Movimento 5 Stelle     | 1.709 |        | 3     |
|           | Marcella Sorrentino | Montesarchio Ã¨        | 1.509 | 18,09  | 2     |
| Totale    | Totale              |                        | 8.340 | 100.00 | 16    |

Morcone
| Candidati | Candidati        | Partito          | Voti  | %      | Seggi |
| --------- | ---------------- | ---------------- | ----- | ------ | ----- |
|           | Luigino Ciarlo   | Cambiamo Morcone | 1.845 | 56,85  | 8     |
|           | Bruno Parlapiano | Evoluzione 2.0   | 1.400 |        | 4     |
| Totale    | Totale           |                  | 3.245 | 100.00 | 12    |

Ponte
| Candidati | Candidati                | Partito             | Voti  | %      | Seggi |
| --------- | ------------------------ | ------------------- | ----- | ------ | ----- |
|           | Marcangelo "Marco" Fusco | Rivoluzione Ponte   | 634   | 36,83  | 7     |
|           | Achille Antonaci         | Ponte per il Futuro | 576   |        | 2     |
|           | Domenico Scrocco         | Uniti per Ponte     | 511   | 29,69  | 1     |
| Totale    | Totale                   |                     | 1.721 | 100.00 | 10    |

Pontelandolfo
| Candidati | Candidati          | Partito                  | Voti   | %      | Seggi |
| --------- | ------------------ | ------------------------ | ------ | ------ | ----- |
|           | Gianfranco Rinaldi | Partecipazione e LibertÃ | 1.136  | 94,43  | 7     |
|           | Sonia Caiazza      | per Pontelandolfo        | 67     |        | 3     |
| Totale    | Totale             |                          | 1.203' | 100.00 | 10    |

Puglianello
| Candidati | Candidati      | Partito          | Voti   | %      | Seggi |
| --------- | -------------- | ---------------- | ------ | ------ | ----- |
|           | Tonino Bartone | Uniti e Coerenti | 915    | 100,00 | 8     |
| Totale    | Totale         |                  | 100,00 | 100.00 | 8     |

San Leucio del Sannio
| Candidati | Candidati         | Partito               | Voti  | %      | Seggi |
| --------- | ----------------- | --------------------- | ----- | ------ | ----- |
|           | Nascenzio Iannace | Rinascita Sanleuciana | 1.913 | 98,55  | 8     |
|           | Antonio Reale     | per San Leucio        | 28    |        | 4     |
| Totale    | Totale            |                       | 1.941 | 100.00 | 12    |

San Lorenzo Maggiore
| Candidati | Candidati               | Partito            | Voti  | %      | Seggi |
| --------- | ----------------------- | ------------------ | ----- | ------ | ----- |
|           | Carlo Giuseppe Iannotti | per il Bene Comune | 844   | 56,26  | 7     |
|           | Carlo Ildo Barberio     | Siamo San Lorenzo  | 656   |        | 3     |
| Totale    | Totale                  |                    | 1.500 | 100.00 | 10    |

San Lupo
| Candidati | Candidati         | Partito                     | Voti | %      | Seggi |
| --------- | ----------------- | --------------------------- | ---- | ------ | ----- |
|           | Franco Mucci      | Insieme per San Lupo        | 370  | 68,13  | 7     |
|           | Concetta Di Palma | San Lupo 2018               | 170  |        | 3     |
|           | Gaetano Mercone   | Stanchi dei Soliti          | 1    | 0,18   | -     |
|           | Giuseppe Cirillo  | Partito delle Buone Maniere | 1    | 0,18   | -     |
|           | Giuseppe Fasano   | l'Altra Italia              | 1    | 0,18   | -     |
| Totale    | Totale            |                             | 543  | 100.00 | 10    |

San Salvatore Telesino
| Candidati | Candidati                   | Partito                     | Voti  | %      | Seggi |
| --------- | --------------------------- | --------------------------- | ----- | ------ | ----- |
|           | Fabio Massimo Leucio Romano | Impegno per San Salvatore   | 2.053 | 90,96  | 8     |
|           | Ciro Abitabile              | Vivi San Salvatore Telesino | 204   |        | 4     |
| Totale    | Totale                      |                             | 2.257 | 100.00 | 12    |

Vitulano
| Candidati | Candidati         | Partito              | Voti  | %      | Seggi |
| --------- | ----------------- | -------------------- | ----- | ------ | ----- |
|           | Raffaele Scarinzi | piÃ¹ Vitulano        | 1.111 | 51,98  | 7     |
|           | Pietro Rivellini  | Insieme per Vitulano | 1.026 |        | 3     |
| Totale    | Totale            |                      | 2.137 | 100.00 | 10    |

## Caserta
Alife
| Candidati | Candidati              | Partito                        | Voti  | %      | Seggi |
| --------- | ---------------------- | ------------------------------ | ----- | ------ | ----- |
|           | Maria Luisa Di Tommaso | Rinascita Alifana              | 1.816 | 39,28  | 8     |
|           | Salvatore Cirioli      | Uniti per Alife                | 1.315 |        | 2     |
|           | Vincenzo Guadagno      | l'Elefante C'Ãˆ un'Altra Alife | 1.038 | 22,45  | 2     |
|           | Fausto Sabino          | Cambiamo Alife                 | 454   | 9,82   | -     |
| Totale    | Totale                 |                                | 4.623 | 100.00 | 12    |

Caiazzo
| Candidati | Candidati         | Partito             | Voti  | %      | Seggi |
| --------- | ----------------- | ------------------- | ----- | ------ | ----- |
|           | Stefano Giaquinto | Uniti per Caiazzo   | 1.890 | 53,60  | 8     |
|           | Michele Ruggieri  | Caiazzo Bene Comune | 1.636 |        | 4     |
| Totale    | Totale            |                     | 3.526 | 100.00 | 12    |

Cancello ed Arnone
| Candidati | Candidati               | Partito                           | Voti  | %      | Seggi |
| --------- | ----------------------- | --------------------------------- | ----- | ------ | ----- |
|           | Raffaele Ambrosca       | la Scelta                         | 2.283 | 62,25  | 8     |
|           | Bartolomeo Di Benedetto | l'Impegno                         | 1.211 |        | 4     |
|           | Ercole Del Gaudio       | Movimento C'Ãˆ Adesso Tocca a Te! | 173   | 4,71   | -     |
| Totale    | Totale                  |                                   | 3.667 | 100.00 | 12    |

Cellole
| Candidati | Candidati           | Partito            | Voti  | %      | Seggi |
| --------- | ------------------- | ------------------ | ----- | ------ | ----- |
|           | Cristina Compasso   | Cellole Libera     | 2.578 | 52,13  | 8     |
|           | Francesco Lauretano | Cellole si Rinnova | 2.367 |        | 4     |
| Totale    | Totale              |                    | 4.945 | 100.00 | 12    |

Galluccio
| Candidati | Candidati          | Partito                     | Voti  | %      | Seggi |
| --------- | ------------------ | --------------------------- | ----- | ------ | ----- |
|           | Francesco Lepore   | Trsparenza Idee e Valori    | 828   | 56,21  | 7     |
|           | Giuseppe Galluccio | per Galluccio con Galluccio | 645   |        | 3     |
| Totale    | Totale             |                             | 1.473 | 100.00 | 10    |

Gricignano di Aversa
| Candidati | Candidati          | Partito             | Voti  | %      | Seggi |
| --------- | ------------------ | ------------------- | ----- | ------ | ----- |
|           | Vincenzo Santagata | Cambiamo Gricignano | 4.828 | 68,69  | 11    |
|           | Andrea Aquilante   | Uniti si puÃ² Fare  | 2.200 |        | 5     |
| Totale    | Totale             |                     | 7.028 | 100.00 | 16    |

Letino
| Candidati | Candidati           | Partito          | Voti | %      | Seggi |
| --------- | ------------------- | ---------------- | ---- | ------ | ----- |
|           | Pasquale Orsi       | Vita Nova        | 257  | 51,19  | 7     |
|           | Gianluca Di Stavolo | Riviviamo Letino | 244  |        | 3     |
|           | Francesco Nacca     | Stella Popolare  | 1    | 0,19   | -     |
| Totale    | Totale              |                  | 502  | 100.00 | 10    |

Lusciano
| Candidati | Candidati       | Partito             | Voti  | %      | Seggi |
| --------- | --------------- | ------------------- | ----- | ------ | ----- |
|           | Nicola Esposito | Noi per Lusciano    | 5.527 | 63,60  | 11    |
|           | Domenica Inviti | Lusciano che Vorrei | 3.162 |        | 5     |
| Totale    | Totale          |                     | 8.689 | 100.00 | 16    |

### Maddaloni
|                               | Andrea De Filippo ✔️ Sindaco | 12 821               | 59,72 | Maddaloni nel Cuore    | 3 444  | 16,54 | 5  |  |  |
| Con De Filippo Sindaco        | Andrea De Filippo ✔️ Sindaco | 12 821               | 59,72 | 1 753                  | 8,42   | 2     |    |  |  |
| Cambiamo Insieme              | Andrea De Filippo ✔️ Sindaco | 12 821               | 59,72 | 1 209                  | 5,81   | 2     |    |  |  |
| Forza Italia                  | Andrea De Filippo ✔️ Sindaco | 12 821               | 59,72 | 1 184                  | 5,69   | 2     |    |  |  |
| Unione di Centro              | Andrea De Filippo ✔️ Sindaco | 12 821               | 59,72 | 1 117                  | 5,37   | 1     |    |  |  |
| Riscossa di Maddaloni         | Andrea De Filippo ✔️ Sindaco | 12 821               | 59,72 | 1 072                  | 5,15   | 1     |    |  |  |
| Orienti-Amo Maddaloni         | Andrea De Filippo ✔️ Sindaco | 12 821               | 59,72 | 1 018                  | 4,89   | 1     |    |  |  |
| Maddaloni Futura              | Andrea De Filippo ✔️ Sindaco | 12 821               | 59,72 | 754                    | 3,62   | 1     |    |  |  |
| Scegli Amo Maddaloni          | Andrea De Filippo ✔️ Sindaco | 12 821               | 59,72 | 617                    | 2,96   | 1     |    |  |  |
| Uniti per Maddaloni           | Andrea De Filippo ✔️ Sindaco | 12 821               | 59,72 | 508                    | 2,44   | –     |    |  |  |
|                               | Bruno Cortese                | 4 399                | 20,49 | Città di Idee          | 1 690  | 8,12  | 2  |  |  |
| Movimento Maddaloni Green     | Bruno Cortese                | 4 399                | 20,49 | 1 415                  | 6,80   | 2     |    |  |  |
| Maddaloni Positiva            | Bruno Cortese                | 4 399                | 20,49 | 951                    | 4,57   | 1     |    |  |  |
| Maddaloni è...Civica          | Bruno Cortese                | 4 399                | 20,49 | 664                    | 3,19   | –     |    |  |  |
| Seggio di coalizione          | Seggio di coalizione         | Seggio di coalizione | 20,49 | 1                      |        |       |    |  |  |
|                               | Concetta Santo               | 1 602                | 7,46  | Movimento 5 Stelle     | 1 328  | 6,38  | –  |  |  |
| Seggio di coalizione          | Seggio di coalizione         | Seggio di coalizione | 7,46  | 1                      |        |       |    |  |  |
|                               | Angelo Campolattano          | 1 524                | 7,10  | Partito Democratico    | 1 274  | 6,12  | –  |  |  |
| Seggio di coalizione          | Seggio di coalizione         | Seggio di coalizione | 7,10  | 1                      |        |       |    |  |  |
|                               | Mario Nicola D'Addiego       | 943                  | 4,39  | Progetto Maddaloni 2.0 | 715    | 3,43  | –  |  |  |
|                               | Pasquale Giordano            | 180                  | 0,84  | Maddaloni con Giordano | 105    | 0,50  | –  |  |  |
| Totale                        | Totale                       | 21 469               | 100   |                        | 20 818 | 100   | 24 |  |  |
|                               |                              |                      |       |                        |        |       |    |  |  |
| Fonte: Ministero dell'interno |                              |                      |       |                        |        |       |    |  |  |

### Orta di Atella
| Candidati                       | Candidati                 | II turno             | II turno       | I turno | I turno | Liste               | Voti   | %     | Seggi |
| Candidati                       | Candidati                 | Voti                 | %              | Voti    | %       | Liste               | Voti   | %     | Seggi |
| ------------------------------- | ------------------------- | -------------------- | -------------- | ------- | ------- | ------------------- | ------ | ----- | ----- |
|                                 | Andrea Villano ✔️ Sindaco | 4 643                | 61,33          | 5 996   | 49,26   | Scegli Orta         | 2 387  | 20,14 | 5     |
| Campania Libera                 | Andrea Villano ✔️ Sindaco | 4 643                | 61,33          | 5 996   | 49,26   | 1 429               | 12,06  | 2     |       |
| Noi Ortesi                      | Andrea Villano ✔️ Sindaco | 4 643                | 61,33          | 5 996   | 49,26   | 1 429               | 12,06  | 2     |       |
| Per la Famiglia e l'Ambiente    | Andrea Villano ✔️ Sindaco | 4 643                | 61,33          | 5 996   | 49,26   | 744                 | 6,28   | 1     |       |
|                                 | Vincenzo Gaudino          | 2 927                | 38,67          | 2 789   | 22,92   | Partito Democratico | 1 368  | 11,54 | 1     |
| Riformisti                      | Vincenzo Gaudino          | 2 927                | 38,67          | 2 789   | 22,92   | 1 251               | 10,55  | 1     |       |
| Orta Libera - Giustizia Sociale | Vincenzo Gaudino          | 2 927                | 38,67          | 2 789   | 22,92   | 234                 | 1,97   | –     |       |
| Seggio di coalizione            | Seggio di coalizione      | Seggio di coalizione | 38,67          | 2 789   | 22,92   | 1                   |        |       |       |
|                                 | Vincenzo Tosti            | Vincenzo Tosti       | Vincenzo Tosti | 2 024   | 16,63   | Città Visibile      | 758    | 6,40  | 1     |
| Democrazia Autonomia            | Vincenzo Tosti            | Vincenzo Tosti       | Vincenzo Tosti | 2 024   | 16,63   | 617                 | 5,21   | –     |       |
| Diversamente Ortesi             | Vincenzo Tosti            | Vincenzo Tosti       | Vincenzo Tosti | 2 024   | 16,63   | 360                 | 3,04   | –     |       |
| Seggio di coalizione            | Seggio di coalizione      | Seggio di coalizione | Vincenzo Tosti | 2 024   | 16,63   | 1                   |        |       |       |
|                                 | Vincenzo Russo            | Vincenzo Russo       | Vincenzo Russo | 1 362   | 11,19   | Movimento 5 Stelle  | 1 276  | 10,77 | –     |
| Seggio di coalizione            | Seggio di coalizione      | Seggio di coalizione | Vincenzo Russo | 1 362   | 11,19   | 1                   |        |       |       |
| Totale                          | Totale                    | 7 570                | 100            | 12 171  | 100     |                     | 11 853 | 100   | 16    |
|                                 |                           |                      |                |         |         |                     |        |       |       |
| Fonte: Ministero dell'interno   |                           |                      |                |         |         |                     |        |       |       |

Presenzano
| Candidati | Candidati        | Partito             | Voti  | %      | Seggi |
| --------- | ---------------- | ------------------- | ----- | ------ | ----- |
|           | Andrea Macarella | Progetto Futuro 2.0 | 884   | 72,45  | 7     |
|           | Luigi Cerbo      | Presenzano Rinasce  | 336   |        | 3     |
| Totale    | Totale           |                     | 1.220 | 100.00 | 10    |

Raviscanina
| Candidati | Candidati         | Partito            | Voti | %      | Seggi |
| --------- | ----------------- | ------------------ | ---- | ------ | ----- |
|           | Ermanno Masiello  | Raviscanina Viva   | 361  | 38,60  | 7     |
|           | Giovanni Di Mundo | Siamo Raviscanina  | 295  |        | 2     |
|           | Elio Di Mundo     | Raviscanina Libera | 279  | 29,83  | 1     |
| Totale    | Totale            |                    | 935  | 100.00 | 10    |

Riardo
| Candidati | Candidati        | Partito          | Voti  | %      | Seggi |
| --------- | ---------------- | ---------------- | ----- | ------ | ----- |
|           | Armando Fusco    | Noi per Riardo   | 1.230 | 90,37  | 7     |
|           | Nicola De Nuccio | Riardo nel Cuore | 131   |        | 3     |
| Totale    | Totale           |                  | 1.361 | 100.00 | 10    |

San Tammaro
| Candidati | Candidati         | Partito               | Voti  | %      | Seggi |
| --------- | ----------------- | --------------------- | ----- | ------ | ----- |
|           | Ernesto Stellato  | le Rondini            | 1.346 | 36,53  | 8     |
|           | Rossella Bovienzo | Idee in Comune        | 1.274 |        | 2     |
|           | Vincenzo D'Angelo | Leali per San Tammaro | 1.002 | 27,19  | 2     |
|           | Carlo Meola       | Movimento 5 Stelle    | 62    | 1,68   | -     |
| Totale    | Totale            |                       | 3.684 | 100.00 | 12    |

Sant'Angelo d'Alife
| Candidati | Candidati               | Partito               | Voti  | %      | Seggi |
| --------- | ----------------------- | --------------------- | ----- | ------ | ----- |
|           | Michele Caporaso        | il Paese che Vogliamo | 1.032 | 65,85  | 7     |
|           | Giuseppe Domenico Falco | Unione Civica         | 535   |        | 3     |
| Totale    | Totale                  |                       | 1.567 | 100.00 | 10    |

Teano
| Candidati | Candidati               | Partito             | Voti  | %      | Seggi |
| --------- | ----------------------- | ------------------- | ----- | ------ | ----- |
|           | Alfredo "Dino" D'Andrea | Patto per il Futuro | 3.541 | 46,51  | 11    |
|           | Carmine Corbisiero      | IdentitÃ e Sviluppo | 2.762 |        | 4     |
|           | Claudio Gliottone       | Futur@              | 1.309 | 17,19  | 1     |
| Totale    | Totale                  |                     | 7.612 | 100.00 | 16    |

### Trentola Ducenta
| Candidati                     | Candidati                   | II turno             | II turno          | I turno | I turno | Liste                      | Voti   | %     | Seggi |
| Candidati                     | Candidati                   | Voti                 | %                 | Voti    | %       | Liste                      | Voti   | %     | Seggi |
| ----------------------------- | --------------------------- | -------------------- | ----------------- | ------- | ------- | -------------------------- | ------ | ----- | ----- |
|                               | Andrea Sagliocco ✔️ Sindaco | 5 460                | 58,00             | 3 465   | 29,83   | Trentola Ducenta Libera    | 1 729  | 15,80 | 5     |
| Noi di Trentola Ducenta       | Andrea Sagliocco ✔️ Sindaco | 5 460                | 58,00             | 3 465   | 29,83   | 1 427                      | 13,04  | 4     |       |
| Impegno Comune                | Andrea Sagliocco ✔️ Sindaco | 5 460                | 58,00             | 3 465   | 29,83   | 198                        | 1,81   | –     |       |
|                               | Michele Apicella            | 3 954                | 42,00             | 4 062   | 34,97   | Mente Civica               | 1 351  | 12,34 | 1     |
| Uniti                         | Michele Apicella            | 3 954                | 42,00             | 4 062   | 34,97   | 1 051                      | 9,60   | 1     |       |
| Eureka                        | Michele Apicella            | 3 954                | 42,00             | 4 062   | 34,97   | 1 004                      | 9,17   | 1     |       |
| Siamo Trentola Ducenta        | Michele Apicella            | 3 954                | 42,00             | 4 062   | 34,97   | 787                        | 7,19   | –     |       |
| Ricominciamo                  | Michele Apicella            | 3 954                | 42,00             | 4 062   | 34,97   | 18                         | 0,16   | –     |       |
| Seggio di coalizione          | Seggio di coalizione        | Seggio di coalizione | 42,00             | 4 062   | 34,97   | 1                          |        |       |       |
|                               | Paolo Bottigliero           | Paolo Bottigliero    | Paolo Bottigliero | 2 054   | 17,68   | Insieme si Cambia (A)      | 631    | 5,77  | 1     |
| Rinascita                     | Paolo Bottigliero           | Paolo Bottigliero    | Paolo Bottigliero | 2 054   | 17,68   | 599                        | 5,47   | 1     |       |
| Terra Nostra                  | Paolo Bottigliero           | Paolo Bottigliero    | Paolo Bottigliero | 2 054   | 17,68   | 522                        | 4,77   | –     |       |
| Seggio di coalizione          | Seggio di coalizione        | Seggio di coalizione | Paolo Bottigliero | 2 054   | 17,68   | 1                          |        |       |       |
|                               | Luigi Perfetto              | Luigi Perfetto       | Luigi Perfetto    | 1 478   | 12,72   | Trentola Ducenta nel Cuore | 551    | 5,03  | –     |
| Insieme si può                | Luigi Perfetto              | Luigi Perfetto       | Luigi Perfetto    | 1 478   | 12,72   | 453                        | 4,14   | –     |       |
| Alternativa                   | Luigi Perfetto              | Luigi Perfetto       | Luigi Perfetto    | 1 478   | 12,72   | 155                        | 1,42   | –     |       |
| Seggio di coalizione          | Seggio di coalizione        | Seggio di coalizione | Luigi Perfetto    | 1 478   | 12,72   | 1                          |        |       |       |
|                               | Pasquale Galiero            | Pasquale Galiero     | Pasquale Galiero  | 556     | 4,79    | Movimento 5 Stelle         | 468    | 4,28  | –     |
| Totale                        | Totale                      | 9 414                | 100               | 11 615  | 100     |                            | 10 944 | 100   | 16    |
|                               |                             |                      |                   |         |         |                            |        |       |       |
| Fonte: Ministero dell'interno |                             |                      |                   |         |         |                            |        |       |       |

- La lista contrassegnata con la lettera A Ã¨ apparentata al secondo turno con il candidato sindaco Andrea Sagliocco.

Vitulazio
| Candidati | Candidati         | Partito                       | Voti  | %      | Seggi |
| --------- | ----------------- | ----------------------------- | ----- | ------ | ----- |
|           | Raffaele Russo    | Patto per Vitulazio           | 2.476 | 54,03  | 8     |
|           | Antonio Scialdone | Io Ho il Coraggio di Cambiare | 954   |        | 2     |
|           | Giancarla Spano   | Lista Arcobaleno              | 929   | 20,27  | 2     |
| Totale    | Totale            |                               | 4.582 | 100.00 | 12    |

## Salerno
Aquara
| Candidati | Candidati       | Partito           | Voti  | %      | Seggi |
| --------- | --------------- | ----------------- | ----- | ------ | ----- |
|           | Antonio Marino  | Aquara al Centro  | 395   | 35,74  | 7     |
|           | Pasquale Brenca | Aquara Riparte    | 312   |        | 1     |
|           | Franco Martino  | Avanti per Aquara | 234   | 21,17  | 1     |
|           | Rosaria Corvino | Insieme           | 164   | 14,84  | 1     |
| Totale    | Totale          |                   | 1.105 | 100.00 | 10    |

Atena Lucana
| Candidati | Candidati          | Partito                      | Voti  | %      | Seggi |
| --------- | ------------------ | ---------------------------- | ----- | ------ | ----- |
|           | Luigi Vertucci     | Ã¨ Libera                    | 793   | 51,29  | 7     |
|           | Pasquale Iuzzolino | Nuovamente Insieme per Atena | 753   |        | 3     |
| Totale    | Totale             |                              | 1.546 | 100.00 | 10    |

Calvanico
| Candidati | Candidati          | Partito            | Voti | %      | Seggi |
| --------- | ------------------ | ------------------ | ---- | ------ | ----- |
|           | Francesco Gismondi | Calvanico 2000     | 783  | 83,74  | 7     |
|           | Diamante Gismondi  | Cambiamo Calvanico | 152  |        | 3     |
| Totale    | Totale             |                    | 935  | 100.00 | 10    |

### Campagna
|                               | Roberto Monaco ✔️ Sindaco | 6 294                | 59,80 | Insieme per Campagna | 1 509  | 14,60 | 3  |  |  |
| Campagna si Rinnova           | Roberto Monaco ✔️ Sindaco | 6 294                | 59,80 | 1 169                | 11,31  | 2     |    |  |  |
| Puntoeacapo                   | Roberto Monaco ✔️ Sindaco | 6 294                | 59,80 | 860                  | 8,32   | 1     |    |  |  |
| Per la Famiglia               | Roberto Monaco ✔️ Sindaco | 6 294                | 59,80 | 826                  | 7,99   | 1     |    |  |  |
| Obiettivo Comune              | Roberto Monaco ✔️ Sindaco | 6 294                | 59,80 | 700                  | 6,77   | 1     |    |  |  |
| Azzurri Campagna              | Roberto Monaco ✔️ Sindaco | 6 294                | 59,80 | 690                  | 6,68   | 1     |    |  |  |
| Campagna C'È                  | Roberto Monaco ✔️ Sindaco | 6 294                | 59,80 | 638                  | 6,17   | 1     |    |  |  |
| Campagna che Vogliamo         | Roberto Monaco ✔️ Sindaco | 6 294                | 59,80 | 471                  | 4,56   | 1     |    |  |  |
|                               | Andrea Lembo              | 3 294                | 31,30 | Lembo Sindaco        | 1 005  | 9,72  | 2  |  |  |
| Nuovo Corso                   | Andrea Lembo              | 3 294                | 31,30 | 673                  | 6,51   | 1     |    |  |  |
| Campagna Unita                | Andrea Lembo              | 3 294                | 31,30 | 621                  | 6,01   | 1     |    |  |  |
| Consenso Democratico          | Andrea Lembo              | 3 294                | 31,30 | 368                  | 3,56   | –     |    |  |  |
| 135 Km²                       | Andrea Lembo              | 3 294                | 31,30 | 294                  | 2,84   | –     |    |  |  |
| Campagna Progressista         | Andrea Lembo              | 3 294                | 31,30 | 10                   | 0,10   | –     |    |  |  |
| Seggio di coalizione          | Seggio di coalizione      | Seggio di coalizione | 31,30 | 1                    |        |       |    |  |  |
|                               | Virginia Luongo           | 937                  | 8,90  | Movimento 5 Stelle   | 501    | 4,85  | –  |  |  |
| Totale                        | Totale                    | 10 525               | 100   |                      | 10 335 | 100   | 16 |  |  |
|                               |                           |                      |       |                      |        |       |    |  |  |
| Fonte: Ministero dell'interno |                           |                      |       |                      |        |       |    |  |  |

Castelcivita
| Candidati | Candidati                | Partito      | Voti  | %      | Seggi |
| --------- | ------------------------ | ------------ | ----- | ------ | ----- |
|           | Antonio Forziati         | il Campanile | 546   | 44,42  | 7     |
|           | Nicola Antonio Gigliello | la Campana   | 382   |        | 2     |
|           | Caterina Vincenzo        | il Sole      | 301   | 24,49  | 1     |
| Totale    | Totale                   |              | 1.229 | 100.00 | 10    |

Giungano
| Candidati | Candidati              | Partito              | Voti | %      | Seggi |
| --------- | ---------------------- | -------------------- | ---- | ------ | ----- |
|           | Giuseppe Orlotti       | Giungano Democratica | 565  | 62,01  | 7     |
|           | Maria Assunta Di Marco | Amiamo Giungano      | 346  |        | 3     |
| Totale    | Totale                 |                      | 911  | 100.00 | 10    |

Laviano
| Candidati | Candidati           | Partito          | Voti | %      | Seggi |
| --------- | ------------------- | ---------------- | ---- | ------ | ----- |
|           | Oscar Imbriaco      | Progetto Comune  | 466  | 55,60  | 7     |
|           | Filomena Antoniello | Cambiamo Insieme | 372  |        | 3     |
| Totale    | Totale              |                  | 838  | 100.00 | 10    |

Montecorvino Rovella
| Candidati | Candidati          | Partito              | Voti  | %      | Seggi |
| --------- | ------------------ | -------------------- | ----- | ------ | ----- |
|           | Martino D'Onofrio  | Insieme per Cambiare | 4.124 | 56,48  | 11    |
|           | Egidio Rossomando  | Impegno Democratico  | 2.196 |        | 4     |
|           | Giuseppe D'Aiutolo | Uniti per Rovella    | 800   | 10,95  | 1     |
|           | Bruno Romano       | Ricominciamo da Noi  | 181   | 2,47   | -     |
| Totale    | Totale             |                      | 7.301 | 100.00 | 16    |

Novi Velia
| Candidati | Candidati         | Partito          | Voti  | %      | Seggi |
| --------- | ----------------- | ---------------- | ----- | ------ | ----- |
|           | Adriano De Vita   | la Colomba       | 1.019 | 63,29  | 7     |
|           | Angelo Giordano   | Battiti per Novi | 584   |        | 3     |
|           | Giancarlo De Vita | il Paese         | 7     | 0,43   | -     |
| Totale    | Totale            |                  | 1.610 | 100.00 | 10    |

Olevano sul Tusciano
| Candidati | Candidati         | Partito                           | Voti  | %      | Seggi |
| --------- | ----------------- | --------------------------------- | ----- | ------ | ----- |
|           | Michele Volzone   | Michele Volzone Con, per Olevano! | 1.742 | 41,66  | 8     |
|           | Michele Ciliberti | Olevano Viva                      | 1.274 |        | 2     |
|           | Angelo Pepe       | Uniti per Unire                   | 660   | 15,78  | 1     |
|           | Albino Volzone    | si Cambia!                        | 505   | 12,07  | 1     |
| Totale    | Totale            |                                   | 4.181 | 100.00 | 12    |

Pellezzano
| Candidati | Candidati        | Partito           | Voti  | %      | Seggi |
| --------- | ---------------- | ----------------- | ----- | ------ | ----- |
|           | Francesco Morra  | Impegno Civico    | 3.172 | 58,54  | 11    |
|           | Claudio Marchese | Pellezzano Libera | 2.246 |        | 5     |
| Totale    | Totale           |                   | 5.418 | 100.00 | 16    |

Perito
| Candidati | Candidati     | Partito               | Voti | %      | Seggi |
| --------- | ------------- | --------------------- | ---- | ------ | ----- |
|           | Carlo Cirillo | Insieme per Crescere  | 332  | 52,53  | 7     |
|           | Ivana Cirillo | Rinascere e Rinnovare | 300  |        | 3     |
| Totale    | Totale        |                       | 632  | 100.00 | 10    |

Polla
| Candidati | Candidati          | Partito           | Voti  | %      | Seggi |
| --------- | ------------------ | ----------------- | ----- | ------ | ----- |
|           | Rocco Giuliano     | Pollesi per Polla | 2.417 | 79,21  | 8     |
|           | Fortunato D'Arista | Forza Polla       | 634   |        | 4     |
| Totale    | Totale             |                   | 3.051 | 100.00 | 12    |

### Pontecagnano Faiano
| Candidati                             | Candidati                   | II turno             | II turno        | I turno | I turno | Liste               | Voti   | %     | Seggi |
| Candidati                             | Candidati                   | Voti                 | %               | Voti    | %       | Liste               | Voti   | %     | Seggi |
| ------------------------------------- | --------------------------- | -------------------- | --------------- | ------- | ------- | ------------------- | ------ | ----- | ----- |
|                                       | Giuseppe Lanzara ✔️ Sindaco | 7 616                | 57,44           | 7 334   | 48,51   | Partito Democratico | 2 319  | 15,91 | 4     |
| Energie                               | Giuseppe Lanzara ✔️ Sindaco | 7 616                | 57,44           | 7 334   | 48,51   | 1 271               | 8,72   | 2     |       |
| Campania Libera                       | Giuseppe Lanzara ✔️ Sindaco | 7 616                | 57,44           | 7 334   | 48,51   | 1 040               | 7,13   | 2     |       |
| Sveglia!                              | Giuseppe Lanzara ✔️ Sindaco | 7 616                | 57,44           | 7 334   | 48,51   | 935                 | 6,41   | 1     |       |
| Insieme                               | Giuseppe Lanzara ✔️ Sindaco | 7 616                | 57,44           | 7 334   | 48,51   | 588                 | 4,03   | 1     |       |
| Movimento Popolare                    | Giuseppe Lanzara ✔️ Sindaco | 7 616                | 57,44           | 7 334   | 48,51   | 450                 | 3,09   | –     |       |
| Centro Democratico                    | Giuseppe Lanzara ✔️ Sindaco | 7 616                | 57,44           | 7 334   | 48,51   | 282                 | 1,93   | –     |       |
| Popolari e Riformisti per la Comunità | Giuseppe Lanzara ✔️ Sindaco | 7 616                | 57,44           | 7 334   | 48,51   | 151                 | 1,04   | –     |       |
| Movimento Legalità e Trasparenza      | Giuseppe Lanzara ✔️ Sindaco | 7 616                | 57,44           | 7 334   | 48,51   | 32                  | 0,22   | –     |       |
|                                       | Francesco Pastore           | 5 644                | 42,56           | 5 640   | 37,30   | A Città Attiva      | 1 631  | 11,19 | 1     |
| Forza Italia                          | Francesco Pastore           | 5 644                | 42,56           | 5 640   | 37,30   | 1 430               | 9,81   | 1     |       |
| Lega                                  | Francesco Pastore           | 5 644                | 42,56           | 5 640   | 37,30   | 1 195               | 8,20   | 1     |       |
| Fratelli d'Italia                     | Francesco Pastore           | 5 644                | 42,56           | 5 640   | 37,30   | 876                 | 6,01   | 1     |       |
| Unione di Centro                      | Francesco Pastore           | 5 644                | 42,56           | 5 640   | 37,30   | 564                 | 3,87   | –     |       |
| Il Popolo della Famiglia              | Francesco Pastore           | 5 644                | 42,56           | 5 640   | 37,30   | 227                 | 1,56   | –     |       |
| Seggio di coalizione                  | Seggio di coalizione        | Seggio di coalizione | 42,56           | 5 640   | 37,30   | 1                   |        |       |       |
|                                       | Angelo Mazza                | Angelo Mazza         | Angelo Mazza    | 1 232   | 8,15    | M Movimento Libero  | 1 060  | 7,27  | –     |
| Seggio di coalizione                  | Seggio di coalizione        | Seggio di coalizione | Angelo Mazza    | 1 232   | 8,15    | 1                   |        |       |       |
|                                       | Giovanni Ferro              | Giovanni Ferro       | Giovanni Ferro  | 474     | 3,13    | È Ora!              | 276    | 1,89  | –     |
|                                       | Francesco Longo             | Francesco Longo      | Francesco Longo | 440     | 2,91    | Sinistra Italiana   | 252    | 1,73  | –     |
| Totale                                | Totale                      | 13 260               | 100             | 15 120  | 100     |                     | 14 579 | 100   | 16    |
|                                       |                             |                      |                 |         |         |                     |        |       |       |
| Fonte: Ministero dell'interno         |                             |                      |                 |         |         |                     |        |       |       |

Roccagloriosa
|                               | Giuseppe Balbi ✔️ Sindaco  | Libertà e Partecipazione | 840 | 88,89 | 7  |  |  |  |  |
|                               | Pietro Vincenzo Cetrangolo | Cambiament!              | 105 | 11,11 | 3  |  |  |  |  |
| Totale                        | Totale                     |                          | 945 | 100   | 10 |  |  |  |  |
|                               |                            |                          |     |       |    |  |  |  |  |
| Fonte: Ministero dell'interno |                            |                          |     |       |    |  |  |  |  |

Romagnano al Monte
|                               | Giuseppe Caso ✔️ Sindaco | Nella Continuità per Romagnano | 152 | 55,07 | 7  |  |  |  |  |
|                               | Onofrio Villan           | Romagnano Unita e Democratica  | 121 | 43,84 | 3  |  |  |  |  |
|                               | Daniele Gioia            | Italia agli Italiani           | 3   | 1,09  | –  |  |  |  |  |
| Totale                        | Totale                   |                                | 276 | 100   | 10 |  |  |  |  |
|                               |                          |                                |     |       |    |  |  |  |  |
| Fonte: Ministero dell'interno |                          |                                |     |       |    |  |  |  |  |

San Gregorio Magno
|                               | Nicola Padula ✔️ Sindaco | Il Quadrifoglio        | 1 572 | 51,44 | 8  |  |  |  |  |
|                               | Onofrio Grippo           | Solidarietà Gregoriana | 1 484 | 48,56 | 4  |  |  |  |  |
| Totale                        | Totale                   |                        | 3 056 | 100   | 12 |  |  |  |  |
|                               |                          |                        |       |       |    |  |  |  |  |
| Fonte: Ministero dell'interno |                          |                        |       |       |    |  |  |  |  |

San Mango Piemonte
|                               | Francesco Di Giacomo ✔️ Sindaco | Insieme          | 832   | 49,26 | 7  |  |  |  |  |
|                               | Ugo Ronga                       | Aria Nuova       | 741   | 43,87 | 3  |  |  |  |  |
|                               | Francesco Plaitano              | Impegno e Lavoro | 116   | 6,87  | –  |  |  |  |  |
| Totale                        | Totale                          |                  | 1 689 | 100   | 10 |  |  |  |  |
|                               |                                 |                  |       |       |    |  |  |  |  |
| Fonte: Ministero dell'interno |                                 |                  |       |       |    |  |  |  |  |

Scala
|                               | Luigi Mansi ✔️ Sindaco | Scala che Cambia | 817   | 74,95 | 7  |  |  |  |  |
|                               | Antonio Ferrigno       | Progetto Scala   | 273   | 25,05 | 3  |  |  |  |  |
| Totale                        | Totale                 |                  | 1 090 | 100   | 10 |  |  |  |  |
|                               |                        |                  |       |       |    |  |  |  |  |
| Fonte: Ministero dell'interno |                        |                  |       |       |    |  |  |  |  |